# Elecciones presidenciales de Venezuela de 2024
Las elecciones presidenciales de Venezuela se llevaron a cabo el domingo 28 de julio de 2024, con el fin de elegir al presidente para un mandato constitucional de seis años. Las elecciones presidenciales no fueron ni libres ni justas, al producirse en un contexto en el que el gobierno de Nicolás Maduro controlaba todos los poderes del Estado y reprimía a la oposición política.
Las elecciones estuvieron precedidas por el Acuerdo de Barbados sobre garantías electorales firmado entre el gobierno y la oposición en 2023. Desde la firma de este, ha sido violado repetidamente por el gobierno de Nicolás Maduro. Se ha señalado que Nicolás Maduro busca con estas elecciones legitimarse a nivel internacional para salir de las sanciones económicas. ONGs y partidos políticos venezolanos han denunciado el uso de desinformación, amenazas de muerte y agresiones físicas por parte de partidarios del chavismo y del Ejército de Liberación Nacional (ELN), una guerrilla colombiana de extrema izquierda, contra candidatos de la oposición.
Durante el periodo de actualización del registro electoral, la jornada presentó retrasos importantes para los electores y en el exterior se solicitaron requisitos muy restrictivos que no están contemplados en la normativa electoral. De los aproximadamente 5.5 millones de venezolanos en el extranjero que estarían habilitados para votar, solo 69 211 electores pudieron inscribirse o actualizar sus datos en embajadas del exterior. El gobierno nacional por su parte ha sancionado y cerrado restaurantes, posadas y hoteles, arrestando también a sus dueños, que han apoyado u hospedado al equipo de María Corina Machado durante su gira de campaña. Durante el inicio de la campaña electoral, se denunció el uso de recursos estatales para promover la candidatura de Nicolás Maduro y el aumento de detenciones y noticias falsas contra opositores. 
La jornada de votación se realizó con aparente normalidad, siendo una excepción un ataque de motorizados en Maturín en el que fue herida de bala una mujer de tercera edad. Después del cierre de las mesas electorales, la oposición denunció que en varios centros de votación se había detenido la totalización de las actas y que los testigos estaban siendo obligados a retirarse. Durante el escrutinio de los votos, una persona fue asesinado y varios heridos en el estado Táchira. En su primer boletín, el Consejo Nacional Electoral declaró a Nicolás Maduro como ganador, con un presunto 51.20 % de los votos, y diciendo que Edmundo González recibió un 44.20 %, justificando el retraso en anunciar los resultados en un «hackeo» del sistema. A pesar del supuesto carácter de irreversibilidad de los resultados anunciados, quedó una brecha de más de dos millones de votos que no fueron adjudicados a ningún candidato en el primer boletín, y que son suficientes para cambiar el resultado de la elección. 
La oposición rechazó las cifras, declarando que Edmundo González había ganado con el 70 % de los votos de acuerdo con las actas electorales de que disponían. Los candidatos Enrique Márquez, Claudio Fermín y Antonio Ecarri también exigieron la publicación de las actas de escrutinio. Diversos países mostraron su rechazo a los resultados, señalaron irregularidades, y pidieron que se publicaran las actas de escrutinio.
Medios como El Espectador e Infobae señalaron que la declaración oficial de resultados del CNE del 29 de julio, en la que Maduro recibió un 51.20000 % de apoyo con una precisión del 0.0001 %, y González y otros recibieron un 42.20000 % y un 4.60000 % de apoyo, respectivamente, con la misma precisión, era estadísticamente improbable y era un indicador de fraude electoral.
Después de las elecciones, el CNE pospuso y posteriormente suspendió tres auditorías post electorales críticas, incluyendo una sobre el sistema de comunicación que hubiese confirmado si ocurrió un «hackeo». Entre los observadores internacionales, el Panel de Expertos Electorales de las Naciones Unidas declaró que las elecciones no cumplieron las medidas «de integridad y transparencia», y el Centro Carter concluyó que las elecciones no podían considerarse democráticas.
Los resultados han provocado una serie de protestas que iniciaron el 29 de julio a nivel nacional en rechazo al fraude electoral, primero de manera espontánea y luego de manera organizada.

## Antecedentes
El proceso se ha desarrollado con muchas dificultades, en medio de una crisis institucional, siendo continuadas por una convocatoria irregular de una elección presidencial en 2018 por parte de la Asamblea Constituyente de cuestionada legitimidad; produciendo una crisis presidencial, lo que dio inicio a una serie de negociaciones desde el año 2022 en Noruega, México y Barbados. Todas estas negociaciones fueron abandonadas por parte del gobierno nacional, por lo que consecuentemente el oficialismo negoció sus condiciones en el acuerdo de Caracas en febrero de 2024 con una minoría política que representa a menos del 4 % de los electores. La porción mayoritaria representada por la Plataforma Unitaria Democrática basa sus acuerdos en Barbados.
Tras la renuncia de la anterior junta directiva principal del Poder Electoral en el mes de junio de 2023, al aproximarse las elecciones primarias organizadas por la PU y la posterior convocatoria de la Asamblea Nacional para elegir la nueva directiva del organismo electoral; en agosto, la ONG Súmate denunció que al menos 92 candidatos a rectores del Consejo Nacional Electoral (CNE) estaban vinculados con el chavismo, señalando que el artículo 9 de la Ley Orgánica de Procesos Electorales prohíbe a los integrantes del Consejo tener alguna afiliación política. Súmate también declaró que uno de los postulados había sido condenado por homicidio y extorsión en 1998, que 46 candidatos repetían la candidatura tras postularse en 2021 y que para el momento eran diputados de la Asamblea Nacional oficialista.
El 15 de agosto de 2023 la Asamblea Nacional oficialista se declaró en sesión permanente para designar a los nuevos rectores del CNE.
El 24 de agosto el Parlamento eligió y juramentó a los nuevos rectores del Consejo Nacional Electoral, siendo juramentados en sus cargos: Elvis Amoroso, Rosalba Gil, Carlos Quintero, Aime Nogal y Juan Carlos del Pino.
En agosto de 2023, el Tribunal Supremo de Justicia intervino a la junta del Partido Comunista de Venezuela, designando una nueva junta ad hoc liderada por Henry Parra.
El 28 de septiembre, el CNE oficializa su ofrecimiento de asistencia técnica a las primarias opositoras con el uso de las máquinas de votación y el uso de centros electorales, con la fecha de los comicios si era postergada para el 19 de noviembre. La respuesta del presidente de la Comisión Nacional de Primaria (CP), Jesús María Casal, afirmó que el cronograma pautado para celebrar el proceso y la fecha del 22 de octubre se mantiene. Casal dijo que fue planteada la posibilidad al CNE de facilitarles el acceso en algunos centros de votación de los que dispone el organismo. De haber voluntad de apoyar el proceso de la primaria por parte del CNE, el organismo debería tomar en cuenta lo que se le pide desde la Comisión Nacional de Primaria; esto respecto a los inhabilitados al proceso porque, de acuerdo a su reglamento, no hay problema en que estos participen. Agregó que la asistencia técnica no se puede ver igual a como se había planteado con anterioridad en el mes de junio porque ya está adelantado el proceso.
La respuesta del CNE fue reconfirmada el 2 de octubre reiterando su ofrecimiento y asegurando que es el único ente con competencia exclusiva para organizar elecciones en el país. El 17 de octubre, el gobierno de Maduro y la Plataforma Unitaria firman en Bridgetown (Barbados) dos acuerdos provisionales sobre «la promoción de derechos políticos y garantías electorales para todos» y «la protección de los intereses vitales de la Nación». Jorge Rodríguez  expresa en Barbados durante una rueda de prensa de los acuerdos del diálogo que las primarias es algo minúsculo con poca trasendencia que es algo interno de cada organización política.
El 22 de abril de 2024, el Tribunal intervino a la organización política Primero Justicia, designando a José Brito como presidente de una junta directiva ad hoc de la organización. Julio Borges, fundador del partido, indicó que Maduro «pretende robarse la tarjeta de Primero Justicia entregándose a un alacrán que es un instrumento de su régimen. Todo esto lo hacen para intentar crear frustración, pero no podrán».

## Sistema electoral
El Consejo Nacional Electoral (CNE) ha anunciado el cierre del plazo de postulaciones para las elecciones presidenciales del 28 de julio en Venezuela. María Corina Machado, líder opositora, ha señalado que Nicolás Maduro solo podría ganar mediante fraude. El sistema de votación en Venezuela ha sido automatizado desde 2004.
En abril de 2013 el candidato Henrique Capriles solicitó la auditoria del 46 % de las cajas de votación no auditadas al azar en un primer momento. La auditoría fue avalada por Capriles, argumentando que ella «tendría que haber sido llevada a cabo junto a una revisión de los cuadernos de votación», Tibisay Lucena presidenta en ese momento rechazo la solicitud sosteniendo que las elecciones eran automatizadas y no manuales. En agosto de 2017, la empresa Smartmatic, que brindó soporte tecnológico denunció que durante los comicios de las elecciones a la Asamblea Nacional Constituyente se sintieron obligados a inflar los resultados en un millón de votantes, la denuncia televisada en una entrevista a su director Antonio Múgica.
El periodista Eugenio Martínez, experto en el sistema electoral venezolano, resalta que las máquinas de votación generan códigos Hashtag no secuenciales para evitar la reconstrucción del orden de los votantes. Martínez también menciona que el sistema ha sido sometido a numerosas auditorías que no han encontrado pruebas de manipulación. Enrique Márquez, exrector del CNE y candidato presidencial, considera que cualquier intento de fraude sería evidente y fácilmente detectable. Según él, el único riesgo de fraude radica en la abstención y la falta de participación ciudadana. Márquez sostiene que el voto masivo de la ciudadanía es la mejor defensa contra cualquier intento de manipulación.
Las encuestas mostraron una ventaja significativa para el candidato opositor Edmundo González.
Después de las elecciones, el CNE pospuso y posteriormente suspendió tres auditorías post electorales críticas, incluyendo una sobre el sistema de comunicación que hubiese confirmado si ocurrió un «hackeo».
pospuso y posteriormente canceló tres clave, incluyendo una sobre el sistema de comunicación que podría haber arrojado luces sobre la ocurrencia de ataques externos contra la infraestructura de transmisión.

## Cronograma electoral
El 31 de enero Nicolás Maduro apoya la iniciativa de apresurar el cronograma de elecciones presidenciales durante la sesión de inicio del año judicial 2024. Jorge Rodríguez presidente de la Asamblea Nacional aseguró que antes del 18 de abril, fecha en la que expiran las licencias petroleras, el gobierno de Venezuela elaborará el cronograma para las elecciones presidenciales. El 5 de febrero la Asamblea Nacional (AN) se inicia jornadas de diálogo nacional con el objetivo de construir una propuesta de calendario comicial entre los representantes de los partidos políticos, trabajadores y empresarios sin la presencia de los representantes de la Plataforma Unitaria. el 7 de febrero el Primer Vicepresidente Pedro Infante, aseguró que se planteó un acuerdo entre todos los sectores políticos para reconocer los resultados de los comicios presidenciales. Estos encuentros fueron convocados por el presidente del Parlamento de mayoría chavista, Jorge Rodríguez, y se espera que  el 9 de febrero los distintos sectores consignen un documento escrito con las sugerencias, donde sectores religiosos abogaron por una fecha oportuna, «que permita la participación de los ciudadanos». Luego de tres semanas de reuniones, el 28 de febrero se firma un acuerdo para el cronograma de presidenciales entre diputados, partidos políticos y movimientos sociales, sin la presencia de los representantes de la Plataforma Unitaria. La propuesta será entregada el 1ro de marzo al Consejo Nacional Electoral.
El 1 de marzo de 2024, la Asamblea Nacional entregó al CNE un documento que presentaba una propuesta de cronograma electoral con 25 fechas que el órgano comicial podría considerar, resaltando, que constitucionalmente es el CNE quien debe convocar el proceso electoral y decidir la fecha exacta.
El 5 de marzo, el Consejo Nacional Electoral convocó a elecciones presidenciales para el día 28 de julio, anunciando también las actividades más resaltantes del cronograma electoral, publicada por el CNE en 101 pasos. Se presenta un resumen:
| N.º | Actividades                                                                                          | Fechas                              | Fechas                                  | Estatus    |
| N.º | Actividades                                                                                          | Inicio                              | Final                                   | Estatus    |
| --- | --- | ----------------------------------- | --------------------------------------- | ---------- |
| 1   | Convocatoria al proceso                                                                              | 5 de marzo de 2024                  | 5 de marzo de 2024                      | Realizado  |
| 2   | Jornada especial inscripción al Registro Electoral                                                   | 18 de marzo de 2024                 | 16 de abril de 2024                     | Realizado  |
| 3   | Corte de Registro Electoral                                                                          | 16 de abril de 2024                 | 16 de abril de 2024                     | Realizado  |
| 4   | Selección de los integrantes de los organismos subalternos                                           | 20 de marzo de 2024                 | 20 de marzo de 2024                     | Realizado  |
| 5   | Inscripción de postulantes a la presidencia                                                          | 21 de marzo de 2024 Extensión 12 Hs | 25 de marzo de 2024 26 de marzo de 2024 | Realizado  |
| 6   | Aprobación de postulantes a la presidencia                                                           | 26 de marzo de 2024                 | 1 de abril de 2024                      | Realizado  |
| 7   | Interposición de recursos contra la decisión de admisión, rechazo o no presentación de postulaciones | 2 de abril de 2024                  | 6 de abril de 2024                      | Realizado  |
| 8   | Proceso de sustitución y modificación de candidatos en la boleta                                     | 1 de abril de 2024 Extensión        | 20 de abril de 2024 23 de abril de 2024 | Realizado  |
| 9   | Publicación de admisión de recursos en contra de postulaciones                                       | 8 de abril de 2024                  | 8 de abril de 2024                      | Realizado  |
| 10  | Decisión sobre los recursos en contra de postulaciones                                               | 9 de abril de 2024                  | 18 de abril de 2024                     | Realizado  |
| 11  | Simulacro de elección presidencial                                                                   | 30 de junio de 2024                 | 30 de junio de 2024                     | Realizado  |
| 12  | Campaña electoral                                                                                    | 4 de julio de 2024                  | 25 de julio de 2024                     | Realizado  |
| 13  | Instalación de las mesas electorales                                                                 | 26 de julio de 2024                 | 26 de julio de 2024                     | Realizado  |
| 14  | Constitución de las mesas electorales                                                                | 28 de julio de 2024                 | 28 de julio de 2024                     | Realizado  |
| 15  | Proceso de elección presidencial                                                                     | 28 de julio de 2024                 | 28 de julio de 2024                     | Realizado  |
| 16  | Totalización, adjudicación y proclamación                                                            | 28 de julio de 2024                 | 29 de julio de 2024                     | Realizado  |
| 17  | Auditoría de datos electorales                                                                       | 5 de agosto de 2024                 | 8 de agosto de 2024                     | Suspendido |

## Programa de auditorías durante el proceso
El vicepresidente del Consejo Nacional Electoral (CNE), Carlos Quintero, presentó un plan de 16 auditorías durante el proceso para las elecciones entre las cuales se menciona que no se hizo ninguna posterior al 28 de julio.
Programa de auditorias que no se realizaron
- El día 29 de julio: fase 1 de auditoria de telecomunicaciones.
- El día 2 de agosto: fase 2 de auditoría de verificación ciudadana: del 1 % de las mesas electorales son sorteadas el día 28 de las elecciones donde 1) se verifican las actas, 2) se verifica el número de electores con cuadernos, firmas y huellas dactilares, 3) se constata el número de las papeletas en las cajas con el número de votantes y 4) se verifica la transmisión.
- El día 5 de agosto: fase 3 de auditoria de los datos electores con respecto a las huellas dactilares de las «captahuellas».
- El día 29 de agosto publicación en la gaceta oficial.[64][65]

El viernes 2 de agosto el exalcalde Juan Barreto Cipriani cuestionó el segundo boletín emitido a medio día del 29 de julio por el Consejo Nacional Electoral, pidió las actas de mesa por mesa, criticó es un segundo boletín sin auditoría ciudadana.

## Candidaturas

### Definición

#### Gran Polo Patriótico Simón Bolívar
Durante el proceso de consultas a las bases del Partido Socialista Unido de Venezuela (PSUV) realizadas del 7 al 9 de marzo, más de 4 millones de militantes decidieron postular formalmente el 16 de marzo que el actual presidente Nicolás Maduro sería su candidato para las elecciones presidenciales. Según el vicepresidente del partido Diosdado Cabello aseguró en una publicación que 4 240 032 de militantes inscritos en el PSUV participaron en la consulta. Esta fue la tercera candidatura de Maduro como presidente.

#### Plataforma Unitaria Democrática
El 16 de mayo de 2023, la Plataforma Unitaria anunció la realización de un proceso de primarias para elegir a un candidato único para las elecciones presidenciales. La elección se llevó a cabo el domingo 22 de octubre de 2023, y dio ganadora a la candidata María Corina Machado con 2 253 825 por encima del 90 % de los votos.
Sobre la candidata pesa una inhabilitación política, impuesta por la Contraloría General de la República aunque no fue legalmente demostrada, que le impide inscribirse para las elecciones (violando el artículo 227 de la CRBV). El día 15 de diciembre, Machado se dirigió al Tribunal Supremo e interpuso un recurso de amparo, el cual fue rechazado el 26 de enero. A fin de evitar quedar fuera del proceso electoral la Plataforma Unitaria, el día 22 de marzo de 2024, María Corina Machado anunció que su candidata sustituta sería Corina Yoris-Villasana, aclarando que aún mantiene la esperanza de lograr la habilitación política para participar en las elecciones.
Durante todo el período de postulaciones, la Plataforma Unitaria no fue capaz de superar la primera fase establecida por el sistema automatizado del CNE al no aceptar éste las claves por parte de los autorizados a postular, mientras el resto de organizaciones políticas habilitadas sí podían hacerlo sin ningún problema. Viendo que se acercaba el final del plazo, la coalición opositora solicita el día 24 de marzo una prórroga al organismo electoral.
El 25 de marzo, fecha límite para la postulación de candidatos, la coalición continúa con el mismo problema, denunciándolo a la comunidad internacional y catalogándolo como 'abuso de poder' por parte del Gobierno nacional. Pasada la medianoche, la oposición queda sin oportunidad de participar en un primer momento. Entre tanto, Manuel Rosales inscribió su candidatura presidencial a «último minuto» del día 25, causando una división.
A las 10:00 am horas de la mañana del 26 de marzo, durante una rueda de prensa, Machado denunció que la coalición «no se le permitió inscribir la candidatura de Yoris» y denunció que el gobierno «elegía a sus candidatos». Entre tanto, Estados Unidos, Brasil, Colombia y la Unión Europea manifestaron su preocupación por la exclusión de Yoris. Corina Yoris denuncia que no pudo inscribirse en el CNE
A raíz de aquella presión internacional, el Consejo Nacional Electoral decidió ampliar la inscripción de candidaturas por doce horas más, es decir hasta las 12:00 horas del mediodía y luego de varios intentos en principio con Corina Yoris, la Plataforma Unitaria pudo inscribir a Edmundo González como «candidato tapa» una persona desconocida en la política. El CNE a las 15:40 horas confirmó la inscripción del candidato oficial de la Plataforma Unitaria Edmundo González Urrutia. 13 personas se inscribieron para elecciones presidenciales, informa el CNE este 26 de marzo de 2024 
El 19 de abril, luego de una reunión, la Plataforma Unitaria votó, con la colaboración del aspirante a gobernador Manuel Rosales, a favor de que González Urrutia fuera el único candidato que representara a la oposición venezolana. En conscuencia, Rosales aceptó este resultado y declinó su candidatura, dejando a González Urrutia como candidato oficial de la oposición.

#### Esperanza por el Cambio
El 27 de enero de 2024, en la ciudad de Caracas, el partido EL CAMBIO proclamó al diputado y pastor Javier Bertucci, en medio de su convención política, como candidato a las elecciones presidenciales de Venezuela de 2024.

### Cambio de apellidos de Corina Yoris en el CNE
El día 22 de marzo María Corina Machado denunciará el impedimento de su candidatura, al igual que las organizaciones Un Nuevo Tiempo (UNT) y la Mesa de la Unidad (MUD) no pudieron acceder al sistema del Consejo Nacional Electoral (CNE), por lo que no han podido inscribir su candidatura a las presidenciales. María Corina Machado anuncia que cede a la profesora y filósofa Corina Yoris la candidatura de la oposición para las elecciones presidenciales de julio en Venezuela, presentando públicamente la página del CNE en que la Corina Yoris sí estaba habilitada.
Cumplido el plazo el día 25, la Plataforma Unitaria denunció que pese a innumerables intentos, la página del portal web del CNE nunca se activó para inscribir la postulación de Yoris, pasada la medianoche. El 16 de abril, periodistas descubrieron que el CNE había cambiado el nombre de Corina Yoris por el nombre de casada, sin que ella lo hubiera solicitado. «La arbitrariedad y la ilegalidad de lo que ellos hicieron no sé a qué responde», señaló Yoris en una entrevista.

### Reapertura de partidos políticos bloqueados
El 25 de marzo a las 23:00 Hs, el exrector del CNE Enrique Márquez inscribió su candidatura por el partido Centrados, una tolda política que repentinamente fue habilitada para participar en el proceso, después haber sido inhabilitada el 17 de marzo por el propio CNE mientras la Plataforma Unitaria no podía ingresar al página web del CNE.

### Bloqueo pre-electoral del portal del CNE
Durante marzo el período de postulaciones, el Estado venezolano, a través del Ministerio Público, desató una campaña represiva contra dirigentes de Vente Venezuela, deteniendo a Henry Alviarez y Dignora Hernández y emitiendo otras siete órdenes de captura. Al mismo tiempo, el Consejo Nacional Electoral no permitió la inscripción de ninguna candidatura de la Plataforma Unitaria, hecho que causó la petición de una prórroga en el lapso de postulaciones por parte de la coalición a la cual el CNE accedió por 12 horas más, pero sin dar una justificación al bloqueo de los derechos constitucionales de Corina Yoris, quien fue designada por María Corina Machado para reemplazarla debido a su inhabilitación política.
Luego de finalizada la inscripción de postulantes el día 25 de marzo a las 12:00 p.m., al día siguiente a las 10:00 a.m. Hs en rueda de prensa María Corina Machado informó: «Anoche, a la Plataforma Unitaria no se le permitió inscribir su candidatura de Corina Yoris. Así de débil estarán de medirse con una mujer académica de 80 años». Machado denunció que: «mucha gente siente que se burlaron de ellos, el régimen impidió que se inscribiera su candidata y aseguró que Nicolás Maduro escogió a sus candidatos», quien ante la pregunta de si apoyaría una candidatura de Rosales se limitó a decir. «Mi candidata es Corina Yoris». Por otro lado Manuel Rosales quien logró inscribirse faltando un minuto al cierre, también realizaba una rueda de prensa, donde hacía ver en declaraciones que no representaba a la Plataforma Unitaria. El CNE pasado las 10:30 a.m. Hs motivado a la presión internacional, autoriza una ampliación de 12 horas más para la inscripción de candidatos que expira a las 12:00 a.m. horas del día lunes y desbloquea la tarjeta de la Plataforma Unitaria, pero sigue el bloqueo para Corina Yoris, lo que les daba realmente fue una hora de prórroga en una decisión contra el tiempo, para luego inscribir provisionalmente a su candidato, el ciudadano Edmundo González Urrutia. Después de que el Consejo Nacional Electoral mantuviera bloqueada la tarjeta de la Unidad durante los cinco días de la inscripción, el presidente del organismo Elvis Amoroso expresó «Todos los partidos que se presentaron están participando sin ningún tipo de restricción, así como sus representantes» desestimando lo ocurrido a la Plataforma Unitaria. En las pocas horas que quedaban la Plataforma Unitaria logra inscribir su candidato.

### Criminalización de Vente Venezuela
El 26 de marzo, luego que el CNE anunciara la postulación de Edmundo González Urrutia, Nicolás Maduro durante una aparición televisiva apuntó contra el partido de la oposición Vente Venezuela como una organización terrorista intensificando su represión, alertando a las fuerzas armadas venezolanas y a movientos populares afines.

### Inscripciones
Para la elección presidencial inicialmente se inscribieron trece candidatos, once candidatos sin representatividad significativa fueron inscritos tras el veto del régimen de Maduro a las candidatas opositoras María Corina Machado y Corina Yoris. El chavismo en Venezuela permitió la inscripción de candidatos considerados como colaboracionistas, falsos opositores y políticos plegados a la estrategia bolivariana para las elecciones presidenciales de julio de 2024, mientras mantenía el bloqueo a los verdaderos opositores. Posteriormente la lista de candidatos se redujo a diez tras la declinación de tres aspirantes.
Entre estos candidatos se encuentran individuos con vínculos al chavismo y figuras diversas como un comediante y un pastor evangélico. Luis Eduardo Martínez, diputado por Acción Democrática (AD), ha tenido cargos de gobernador y concejal. Daniel Ceballos, exalcalde de San Cristóbal y exmiembro del movimiento estudiantil opositor, se ha visto beneficiado por el Tribunal Supremo de Justicia (TSJ). Antonio Ecarri, con antecedentes en educación y gestión pública, ha declinado múltiples candidaturas en su carrera política. Juan Carlos Alvarado (retirado), actual secretario general de COPEI, fue designado por el TSJ y ha convalidado el control del Parlamento por el chavismo. Benjamín Rausseo, comediante y empresario conocido como «Er Conde del Guácharo», ha realizado intentos previos para postularse por cargos públicos. Javier Bertucci, pastor evangélico, diputado y excandidato presidencial en 2018, tiene antecedentes penales relacionados con contrabando de diésel. José Brito, exmiembro de Primera Justicia, ha sido acusado de corrupción y de colaborar con el régimen para impedir la reelección de Juan Guaidó. Claudio Fermín, con extensa trayectoria política y cargos en el Poder Ejecutivo, ha sido candidato presidencial en varias ocasiones sin éxito. Luis Ratti (retirado), empresario y predicador, ha solicitado la suspensión de las primarias opositoras. Enrique Márquez, exrector del Consejo Nacional Electoral (CNE), ha ocupado escaños en la Asamblea Nacional y ha sido vicepresidente de la misma. Manuel Rosales (retirado), gobernador de Zulia y miembro de UNT, ha tenido un historial de confrontación y colaboración con el chavismo, habiendo sido candidato presidencial en 2006 y enfrentado acusaciones de enriquecimiento ilícito.
El resto de candidaturas autodenominadas de oposición, han sido vinculadas en diversas ocasiones con el gobierno de Nicolás Maduro, argumentando que la función de sus candidaturas es la de dividir el voto opositor, y evitar el triunfo de Edmundo González, siendo denominados como «alacranes» por diversos medios de comunicación.
| Partido y/o Coalición | Partido y/o Coalición | Partido y/o Coalición                                                                             | Candidato | Candidato                                                                  | Ref.            |
| --------------------- | --------------------- | ------------------------------------------------------------------------------------------------- | --------- | -------------------------------------------------------------------------- | --------------- |
|                       |                       | Gran Polo Patriótico Simón Bolívar Lema: La esperanza está en la calle Lema: Fe en nuestro pueblo |           | Nicolás Maduro Presidente de Venezuela (2013-) Político Dirigente sindical | [ 100 ] [ 101 ] |
|                       |                       | Plataforma Unitaria Democrática Lema: Edmundo Presidente de Todos Lema: Edmundo Pa Todo el Mundo  |           | Edmundo González Diplomático Internacionalista Docente Escritor            | [ 104 ] [ 105 ] |
|                       |                       | Esperanza por El Cambio Lema: ¡Sí, hay esperanza!                                                 |           | Javier Bertucci Pastor evangélico Empresario                               | [ 106 ]         |
|                       |                       | Acción Democrática (facción ad-hoc) Lema: Unidos se vive mejor                                    |           | Luis Eduardo Martínez Político                                             | [ 107 ]         |
|                       |                       | Primero Venezuela Lema: La Oportunidad                                                            |           | José Brito Administrador de empresas Político                              | [ 108 ]         |
|                       |                       | Arepa Digital Lema: Esperanza para nuestra gente                                                  |           | Daniel Ceballos Ingeniero agrónomo Político                                | [ 109 ]         |
|                       |                       | Alianza del Lápiz Lema: Eficiencia, Soluciones y Oportunidades                                    |           | Antonio Ecarri Abogado Político                                            | [ 110 ]         |
|                       |                       | Soluciones para Venezuela Lema: El profe Claudio Fermín hace latir la esperanza                   |           | Claudio Fermín Sociólogo Académico Político                                | [ 111 ]         |
|                       |                       | Centrados en la Gente Lema: ¡Llegó la hora! El cambio va                                          |           | Enrique Márquez Ingeniero eléctrico Político                               | [ 112 ]         |
|                       |                       | Confederación Nacional Democrática Lema: Pasa la página                                           |           | Benjamín Rausseo Abogado Comediante Empresario Músico Actor                | [ 113 ] [ 114 ] |

### Retirados
- Manuel Rosales, postulado por Un Nuevo Tiempo, Fuerza Vecinal y Movimiento por Venezuela, se retira el 19 de abril para apoyar a Edmundo González.[115][116]
- Simón Calzadilla postulado por Movimiento por Venezuela se retira el 20 de abril para dar apoyo a Edmundo González.[117]
- Juan Carlos Alvarado, postulado por COPEI (facción judicializada), se retira el 22 de abril para apoyar a Luis Eduardo Martínez.[118]
- Luis Ratti, postulado por Derecha Democrática Popular, se retira el 22 de abril para apoyar a Luis Eduardo Martínez.[119]

### Sustitución y modificación de candidatos
El 17 y 18 de abril, la Plataforma Unitaria efectuó reuniones con María Corina Machado, Edmundo González Urrutia, Manuel Rosales y Enrique Márquez para acordar y definir la candidatura oficial de la oposición para realizar las modificaciones en el tarjetón. Manuel Rosales renuncia a su candidatura presidencial para dar su apoyo a Edmundo González Urrutia.
El 20 de abril, el CNE extendió el proceso de sustitución de candidatos para las elecciones presidenciales por 72 horas a petición de algunos partidos políticos. Luego de la ampliación del proceso, el 22 de abril, Juan Carlos Alvarado declina su candidatura presidencial a favor de Luis Eduardo Martínez, lo mismo ocurre con Luis Ratti, quien declina su candidatura presidencial a favor de Luis Eduardo Martínez, ambos se presentaron ante el CNE.
El 23 de abril, Un Nuevo Tiempo y Movimiento por Venezuela, anunciaron la adhesión de sus tarjetas a la candidatura presidencial unitaria de Edmundo González Urrutia, luego de haberlo intentado durante tres días. Ese día en la tarde, llegó la comisión técnica electoral de la ONU al CNE, también se encontraba en el país el Fiscal Karim Khan de la Corte Penal Internacional. Fuerza Vecinal decide apoyar la candidatura de Antonio Ecarri Angola, causando una división interna dentro del partido.

### Interposición de recursos
Siguiendo el cronograma en abril se presentaron impugnaciones contra las candidaturas de Manuel Rosales, Nicolás Maduro, Javier Bertucci y Antonio Ecarri Angola. Estas fueron declaradas improcedentes por el Consejo Nacional Electoral, según Gaceta Electoral N.º 1052. No es la primera vez que se presenta estos recursos, también fueron presentados en 2016.
El 5 de abril se presenta una impugnación formalizada ante el CNE contra la candidatura de Maduro, tres abogados venezolanos Hidalgo Valero, Juan Ramón León y Miguel Ángel Cegarra alegan que Maduro posee doble nacionalidad, por lo que su ejercicio sería inconstitucional. El texto de la petición de impugnación decía lo siguiente:

…INTERPONER RECURSO DE IMPUGNACIÓN DE POSTULACIÓN, en contra de la resolución que admita, como candidato presidencial, al ciudadano Nicolás Maduro Moros, titular de la cédula de identidad N° V‑5.892.464 …

Es un hecho público […] que la progenitora [del Presidente] era natural de Cúcuta, República de Colombia, ratificada esta nacionalidad, el 10/10/2013, mediante lectura y aparentemente exhibida su Partida de Nacimiento, por parte de la Dra. Tibisay Lucena, ex-Rectora del Consejo Nacional Electoral, hasta hoy no desconocida, ni impugnada […] Artículo 41 …“Solo los venezolanos y venezolanas por nacimiento y sin otra nacionalidad, podrán ejercer los cargos de Presidente o Presidenta de la República..” […] En este mismo sentido el artículo 227, de la Constitución reza…Para ser elegido Presidente o Presidenta de la República se requiere ser venezolano o venezolana por nacimiento, NO TENER OTRA NACIONALIFAD…”.

…Asimismo resaltamos, que el ciudadano Presidente, tiene 12 años en el poder, y no puede ser reelegido por violación flagrante al Principio de ALTERNABILIDAD, contenido en el artículo 6 de nuestro texto constitucional que expresamente señala…” el gobierno debe ser ALTERNATIVO…».

El 4 de abril la exmagistrada Blanca Rosa Mármol envió una carta solicitando la revisión de las partidas de nacimiento de Nicolás Maduro.
Sin una consulta o referéndum para cambiar la constitución, el 19 de enero de 2017 el TSJ anuncia que venezolanos con doble nacionalidad puedes postularse a presidente, si renuncia a la otra nacionalidad.

## Inhabilitaciones

### Candidatos
La inhabilitación de posibles candidatos de la Plataforma Unitaria por parte de la Contraloría ocurrieron después del acuerdo de Barbados, como la del 16 de marzo contra los opositores César Pérez Vivas, exgobernador, y Juan Pablo Guanipa, dirigente de Primero Justicia, ha generado controversia. César Pérez Vivas fue sancionado en 2015 por la Contraloría General por siete años, pero la medida ya habría expirado. Juan Pablo Guanipa fue inhabilitado en 2021 por 15 años para ejercer cargos públicos por la presunción de negarse a realizar la declaración de patrimonio, y esta sanción no ha sido publicada en la gaceta. Los opositores han denunciado que la Contraloría General utiliza las inhabilitaciones como herramienta política contra sus detractores de mayor perfil. Desde hace cinco años, la Contraloría General no publica el listado de personas que no pueden participar en comicios, recordando que el CNE no tiene la potestad de inhabilitar a los ciudadanos para cargos públicos.
Hasta el 5 de abril, la Contraloría no ha mostrado la resolución N.º 01-00-0000285 de fecha 16 de septiembre de 2021 ni su publicación en la Gaceta Oficial de Venezuela sobre la sanción de María Corina Machado. Solo se tiene la afirmación del Tribunal Supremo de Justicia de Venezuela, emitida el 26 de enero de 2024 de la constitucionalidad que, de acuerdo al artículo 105 de la Ley Orgánica, la Contraloría está facultada para establecer sanciones de inhabilitación. Existe una contradicción por parte de la Contraloría en la respuesta dada el 30 de junio de 2023 a José Brito con otra resolución N.º 01-00-000398 del 13 de julio de 2015, sin derecho a la defensa y fuera de lapso. El 11 de marzo de 2024, el CNE recién publicó en su página web que María Corina Machado estaba impedida para ejercer cargos públicos posterior a la resolución de enero del TSJ, con lo cual no estaría anteriormente inhabilitada, tal como lo había manifestado la Contraloría en julio de 2023.
El 16 de marzo, el CNE inhabilitó a los opositores César Pérez Vivas y Juan Pablo Guanipa. El 24 de abril, la Contraloría General de Venezuela inhabilitó por 15 años a políticos opositores, entre ellos los alcaldes Elías Sayegh y José Fernández López y el exalcalde Carlos Ocariz, además del exparlamentario Juan José Caldera, quien fue sancionado por 12 meses.
Días después de que María Corina Machado visitara el estado Nueva Esparta, la Contraloría General de Venezuela inhabilitó por 15 años para ocupar cargos públicos a dos alcaldes, y posteriormente, inhabilitaron también por 15 años a ocho alcaldes en el estado Trujillo por dar su apoyo a Edmundo González hace un mes, reflejado en la página web del Consejo Nacional Electoral (CNE) de Venezuela. La Contraloría General de Venezuela publicó a quienes inhabilitó. La Corte Interamericana de Derechos Humanos ha condenado las inhabilitaciones administrativas, argumentando que solo puede inhabilitarse mediante condena de un juez con garantía del debido proceso. Los alcaldes inhabilitados en el estado Trujillo son Heriberto Tapia (municipio Motatán), José Carrillo (municipio Urdaneta), Dilcia Rojas (municipio Campo Elías), Keiver Peña (municipio Sucre), Cervando Godoy (municipio Márquez Cannizales), Wilmer Delgado (municipio Monte Carmelo), Yohanthi Domínguez (municipio Carache) y Francisco Aguilar (municipio Andrés Bello). En el estado Nueva Esparta, los alcaldes inhabilitados son Iraima Vásquez (municipio Tubores) y José María Fermín (municipio Villalba).

### Partidos políticos
El 17 de marzo, el Consejo Nacional Electoral aprobó la inhabilitación de 16 partidos políticos para ser autorizados a postular en las elecciones presidenciales a sus candidatos, tras no alcanzar el 1 % de los votos mínimos en la última elección, sin ofrecer un proceso de validación o reparación requerido por la ley electoral al intentar cumplir un cronograma apretado en las fechas. En la lista se encuentran:
- Adelante
- Única
- Convergencia
- Suma País
- Encuentro Ciudadano
- Generación Independiente
- Partido Unión y Entendimiento
- Movimiento al Socialismo
- Fuerza del Cambio
- Nueva Visión para mi País
- Unidad Política Popular 89
- Unión y Progreso
- Prociudadanos
- Compromiso País

Anteriormente, Movimiento por Venezuela y Centrados por la Gente estaban inhabilitados, pero posteriormente fueron habilitados durante los tres días de inscripción de candidaturas.

## Obstrucción del voto en el extranjero

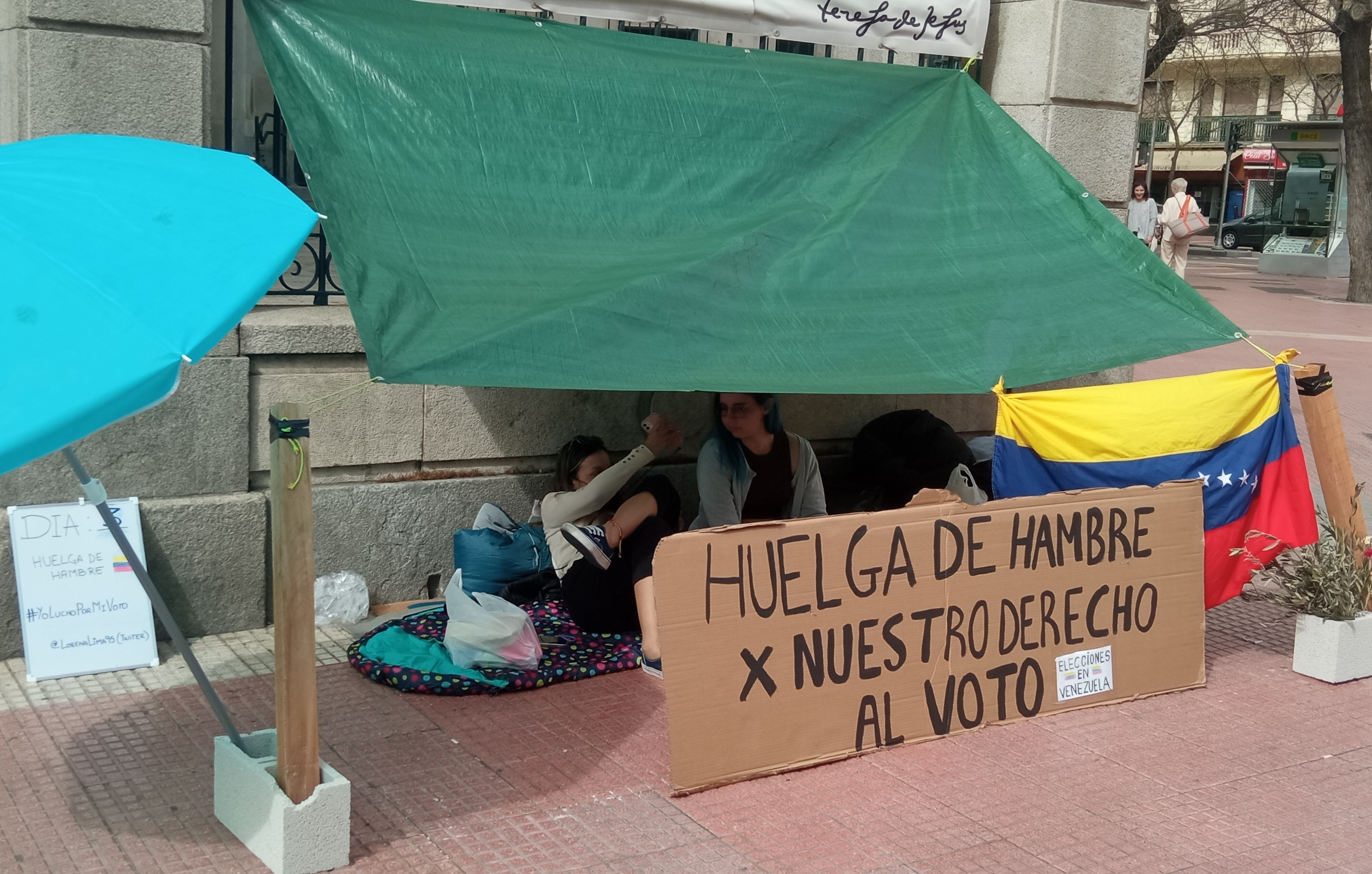
Huelga de hambre en Madrid pidiendo la apertura del Registro Electoral en el exterior

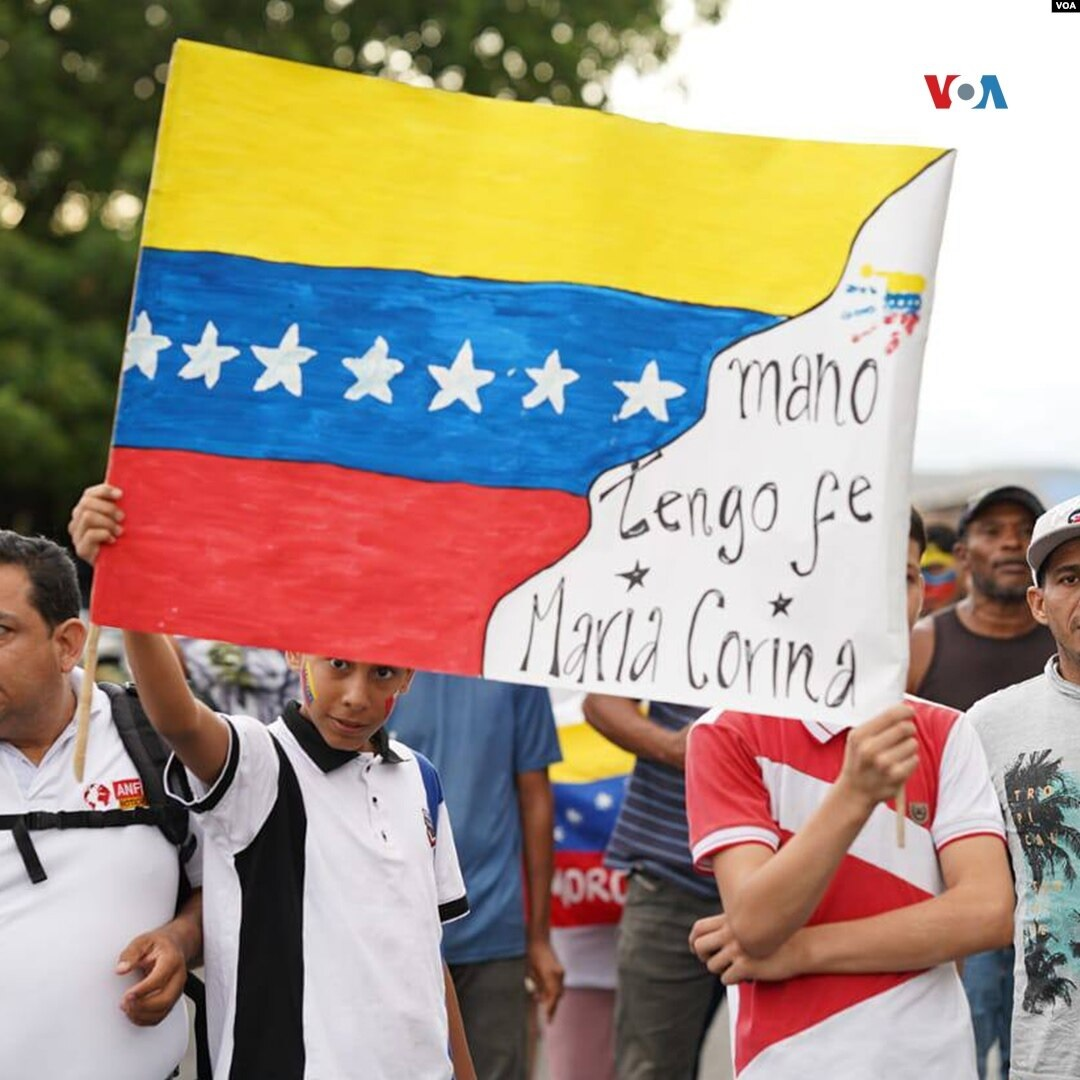
Refugiados venezolanos opositores en el lado colombiano del puente Internacional Simón Bolívar.

La jornada especial para la inscripción al Registro Electoral en el exterior presentó retrasos en su instalación hasta de cinco días como lo ocurrido en España, Argentina, Perú y Chile. Se mantuvieron las denuncias ciudadanas de que no pudieron inscribirse o actualizar sus datos. El jefe de la delegación negociadora de la Plataforma Unitaria, Gerardo Blyde, dijo durante una entrevista que el gobierno no ha tenido voluntad para garantizar la participación de los venezolanos en el exterior. Los requisitos para los electores son muy restrictivos para registrarse que no se contemplan en la constitución como pasaporte vigente siendo uno de los más costosos del mundo, tener residencia permanente, la mayoría cuenta con el PTP (Permiso temporal de permanencia) o PPT (Permiso por Protección Temporal), no cuentan con residencia, en consecuencia, son muy pocos los que se están inscribiendo.
El 15 de abril Nicolás Maduro ordena cerrar la embajada en Ecuador sustentado a los sucesos de la embajada de México en Ecuador ocurrido el 5 de abril y coincidiendo con el final la Jornada especial inscripción al Registro Electoral, quedando por fuera más de medio millón de venezolanos por inscribirse. La decisión de Maduro impide a los residentes venezolanos en Ecuador la posibilidad de ejercer su derecho al voto en las elecciones presidenciales. Esta acción no solo vulnera los derechos básicos de identidad y consulares, sino que también impide que los venezolanos residenciados en Ecuador ejerzan su derecho político a elegir, una táctica que refleja el miedo a la voluntad de sus ciudadanos en el exterior.
El 16 de abril concluyó la jornada especial de inscripción y actualización del Registro Electoral de Venezuela, de los aproximadamente 7.72 millones de venezolanos en el exterior de los cuales un 80 % tienen el derecho al voto, el CNE solo habilitó a algunos de los consulados, muchos venezolanos no pudieron inscribirse porque, en su país de residencia, no había un consulado habilitado o estaba muy alejado de su ubicación. En mucho de los consulados se observaron atrasos para su instalación, el CNE registro poco interés político para dar solución al problema, porque se sabe que la mayoría registra una tendencia opositora, aunado a un escaso tiempo asignado. David Smolansky denunció: «El régimen decidió bloquear la inscripción de al menos 4.5 millones de venezolanos en el exterior. Una política de discriminación sistemática y generalizada», los requisitos para registrase y hacer cambio de dirección de residencia formó grades colas en los consulados, fueron pocos los que lograron registrase.
Según un primer reporte del 2 de mayo del CNE que cerro el RE el 16 de abril de los casi 7.72 millones de venezolanos en el exterior podrán votar solo 69 189, de los cuales solo 6020 ciudadanos en el exterior lograron cambiar su centro de votación de Venezuela al país en donde residen. La cantidad de nuevos inscritos para votar en el exterior fue ínfima por la cantidad de requisitos que impuso el CNE y la cancillería: en México lograron inscribirse como nuevos votantes 69 personas, en España 97, en Argentina 27; en Colombia solo 25; en Ecuador 13 y en Perú solo seis. En conclusión el número exacto de ciudadanos que podrán votar es de 21 402 220 ciudadanos, de ellos, solo 69 189 podrán hacerlo fuera del país.
Las ONGs Alerta Venezuela, Espacio Público y Voto Joven presentaron un informe documentando los obstáculos para los inmigrantes para acceder al Registro Electoral, declarando «que el 25 % de la población no pueda votar es un fraude preelectoral masivo».
A mediados de junio la Comisión Interamericana de Derechos Humanos (CIDH) exigió a Venezuela a que «adopte las medidas necesarias» que garantice el derecho al voto de los connacionales en el extranjero para las presidenciales. Reiteró que es «un compromiso genuino con la democracia exige que el Estado reestablezca de manera inmediata la separación e independencia de los poderes públicos». Organizaciones estiman que alrededor de 5.5 millones estarían habilitados para votar, pero solo 69 211 nacionales de acuerdo al padrón electoral se pudieron inscribir o actualizar sus datos en embajadas del exterior

## Campaña

### Precampaña

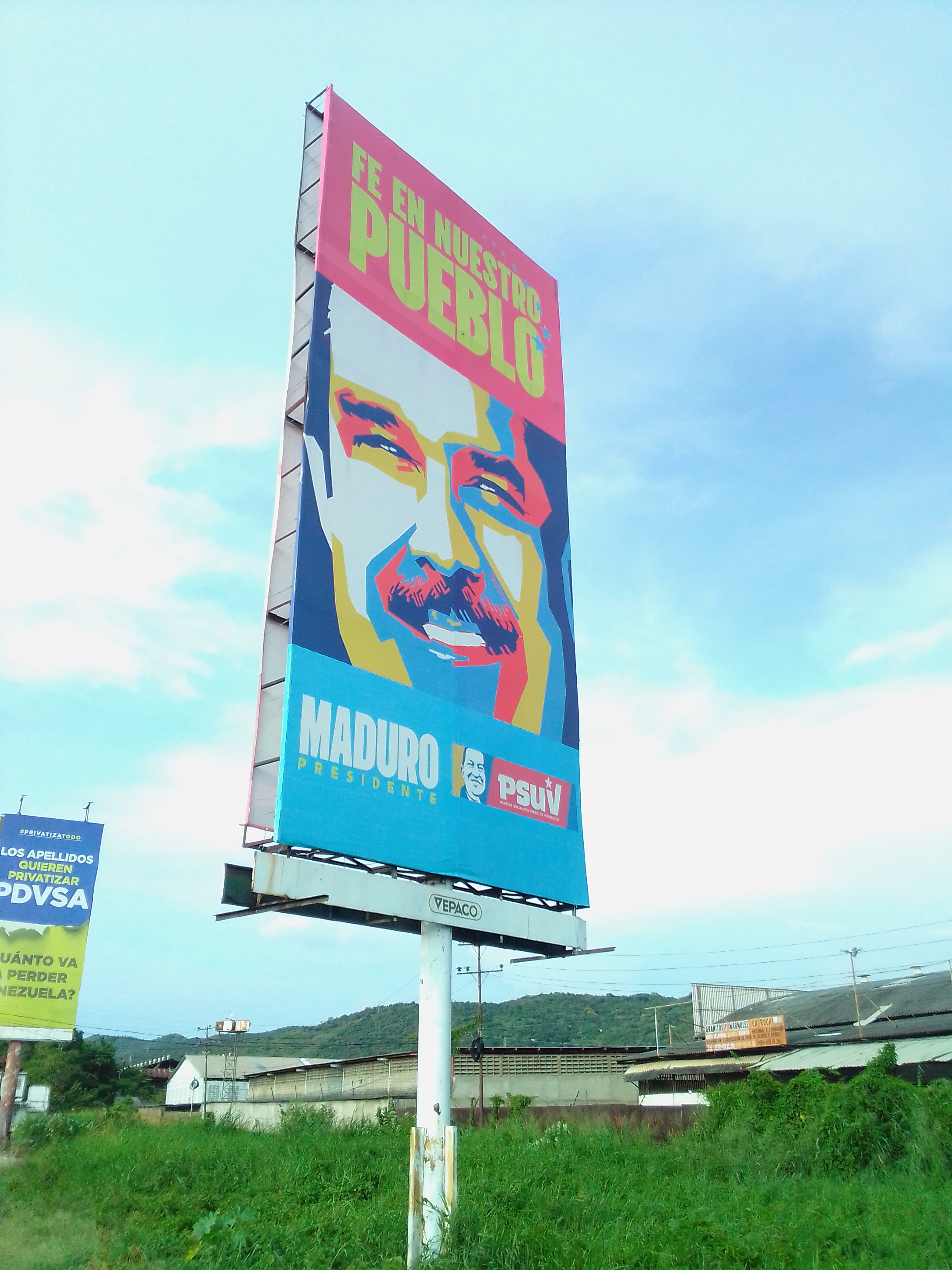
Valla con propaganda electoral de Nicolás Maduro

Pese a que la campaña presidencial se realizará entre el 4 y el 25 de julio, tanto el oficialismo como la oposición han llevado a cabo movilizaciones en diversos puntos del país, así como también, campañas en las redes sociales.
El 11 de mayo, Maduro denunció una supuesta campaña de censura en su contra a través de las redes sociales, alegando que aquello buscaba que «no se supiese la verdad de que el pueblo esta en la calle».
Luego de que se conociera que González era el candidato de la Plataforma Unitaria, cuentas oficialistas a través de las redes sociales, difundieron un audio en la que supuestamente González daba comentarios misóginos y críticas contra las medidas de paridad de género promovidas por el Consejo Nacional Electoral para las elecciones parlamentarias celebradas en 2015. El audio llegó incluso a ser informado por medios afines al oficialismo.
Diosdado Cabello arremetería contra González en su programa "Con el mazo dando", llegando incluso a compararlo con un muñeco ventrílocuo. Así mismo, oficialistas acusaron a González de ser un «agente de la CIA», publicando en redes sociales un supuesto credencial, y de «participar en el financiamiento y logística de actos brutales en El Salvador». Ambos bulos fueron desmentidos por parte de investigaciones llevadas a cabo por Cazadores de Fake News.
Por su parte, la oposición ha estado llevando a cabo diversas actividades proselitistas en las diversas regiones del país, destacando los actos de masa convocados por la líder del antichavismo, María Corina Machado. El 18 de mayo, el candidato a la presidencia, Edmundo González, llevó a cabo su primer mitin en su ciudad natal de La Victoria, estado Aragua, en donde estuvo acompañando de algunos dirigentes de la Plataforma Unitaria, entre ellos Machado. En su discurso, González declaró a sus simpatizantes: «Imaginemos el país que viene: un país en el que el presidente no insulta, ni ve a sus adversarios como enemigos» y llamó a todos los venezolanos a acompañarlo «en un cambio de gobierno pacífico y ordenado». A los simpatizantes oficialistas les prometió «una alternancia en paz, en el que todas las fuerzas políticas podrán ejercer sus fuerzas políticas en el marco de la Constitución».

### Acuerdo de reconocimiento de resultados
El 20 de junio, en la sede principal del Consejo Nacional Electoral (CNE) en Caracas, Nicolás Maduro presentó una propuesta para que los candidatos acepten los resultados de las elecciones del 28 de julio, tras la anulación de la invitación a los observadores de la Unión Europea. Ocho candidatos de una oposición minoritaria aceptaron las condiciones, mientras que los representantes de la mayoría opositora, Edmundo González Urrutia y Enrique Márquez, rechazaron el acuerdo. Argumentaron que era redundante, ya que el compromiso de aceptar los resultados está contemplado en los acuerdos firmados en Barbados, y criticaron el carácter impositivo e incompleto del documento.
El acuerdo, propuesto por Maduro sin consulta previa con los demás candidatos, fue preparado por el CNE sin la participación de estos, lo que lo convirtió en un documento trivial e inconsulto. Además, la convocatoria a la firma se realizó en un contexto de intimidación, coacción y represión por parte del Estado hacia los partidos y miembros de la oposición.
Edmundo González subrayó que un acuerdo no puede ser impuesto unilateralmente, sino que debe surgir de un diálogo respetuoso entre todas las partes. Enrique Márquez, por su parte, señaló que no veía consecuencias legales por no firmar el documento. En respuesta, Nicolás Maduro emitió comentarios amenazantes hacia Edmundo González, calificando a los opositores de «títeres».

### Cierre de puentes y carreteras
Durante la campaña realizada por la opositora María Corina Machado el 22 de mayo en el estado Apure, el chavismo convocó una marcha de bloqueo con motorizados con la intención de cerrar el puente principal de entrada de unos 400 m de largo, MCM tuvo que atravesar el río Apure en una piragua con la ayuda de los lugareños, llegando a San Fernando de Apure Durante el traslado a Puerto Ayacucho el pasado 23 de mayo Machado requirió de un viaje en canoa para llegar a la ciudad debido a que los pasos vía terrestre fueron bloqueados, el 31 de mayo ante la próxima concentración del candidato unitario Edmundo González y la dirigente María Corina Machado en Guatire, estado Miranda, usuarios de redes sociales denunciaron que el paso hacia la ciudad estaba colapsado debido a unas presuntas alcabalas en el camino.
Durante su recorrido de Mérida y Táchira en junio, en la vía de Seboruco a La Fría dos máquinas excavadoras rompieron la vía para impedir el paso de los habitantes de las montañas hacia la concentración de María Corina Machado en La Fría. En la vía Rubio – San Cristóbal el régimen colocó unas máquinas tractores para cerrar el paso de la carretera. En otro sector talaron un árbol para bloquear la vía.
En julio la policía cierra el túnel La Cabrera en Aragua, en otra parte máquinas excavadoras manejados por empleados de la gobernación cerraron con montañas de arena, tierra, y causaron destrozos en el asfalto para bloquear el acceso a la avenida Paseo Cabriales, en Valencia, donde encabezará un acto de campaña el candidato González Urrutia, quien había llegado horas antes. En otras vías talaron inmensos árboles y las calles se encontraban llenas de montañas de arena y agujeros en la vía.

### Movilizaciones

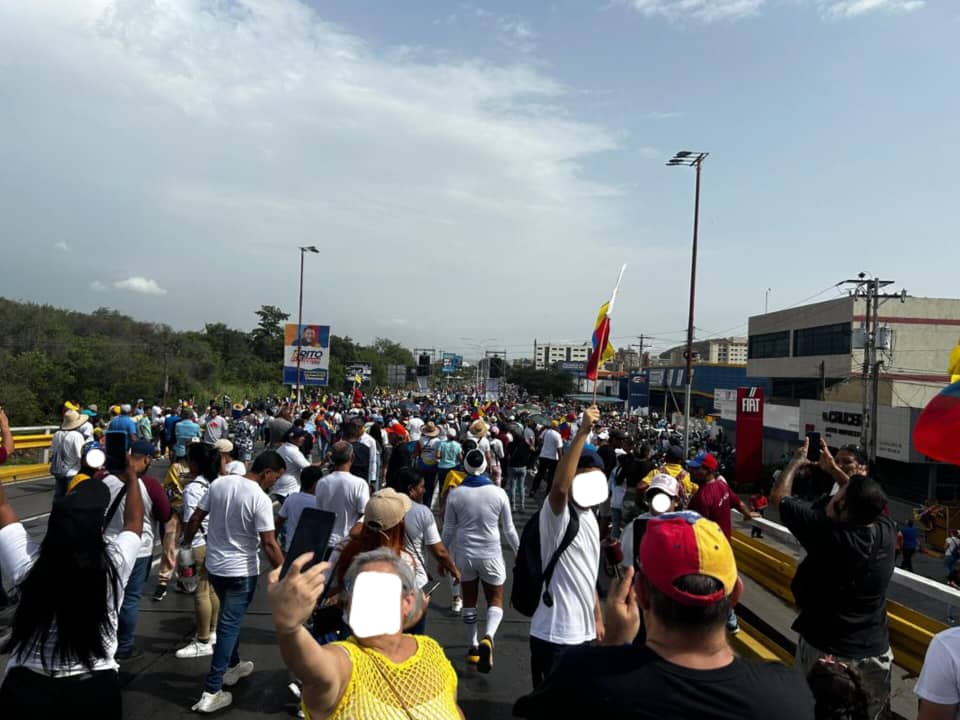
Movilización en el Estado Anzoátegui en apoyo a Edmundo González, 10 de junio de 2024.

Las dos principales coaliciones que se disputan la elección presidencial, el Gran Polo Patriótico y la Plataforma Unitaria, conformaron y activaron previamente sus respectivos comandos de campaña: Venezuela Nuestra en apoyo al candidato a la reelección, Nicolás Maduro, y Con Vzla que apoya la candidatura unitaria de Edmundo González.

El 1 de julio, Jorge Rodríguez convocó a movilizaciones en 70 ciudades del país en homenaje a los 70 años que pudo haber cumplido el fallecido expresidente Hugo Chávez en 2024. Por su parte, la coalición opositora publicó a través de sus redes sociales la agenda de la campaña encabezada por Edmundo González y María Corina Machado, la cual iniciaría en Caracas el día 4, recorriendo diversas regiones del país por varios días, hasta retornar a la ciudad capital para el cierre de campaña el día 25.

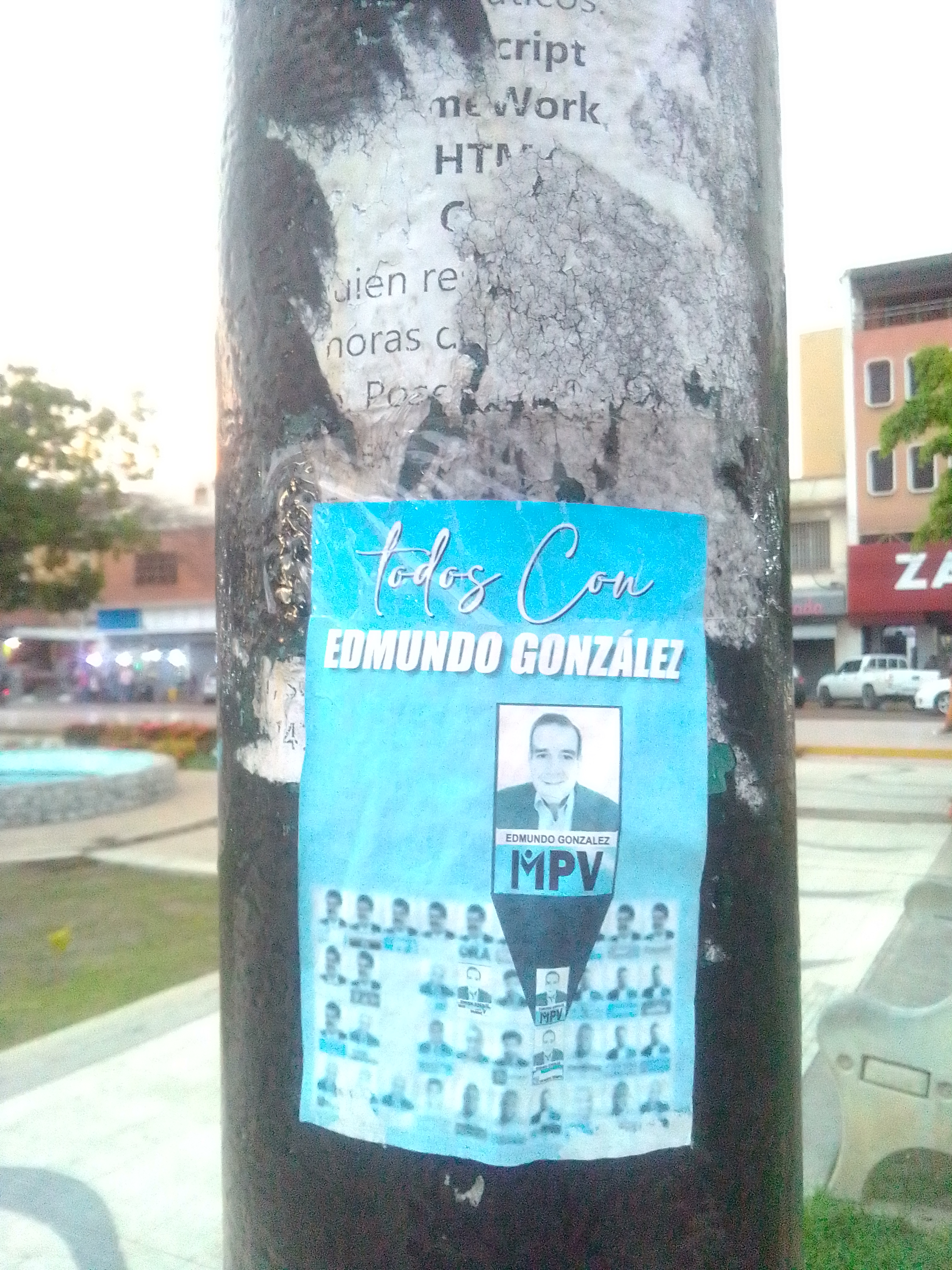
Propaganda electoral de Edmundo González

El 4 de julio, el candidato de la Mesa de la Unidad Democrática, Edmundo González inició campaña en Caracas, acompañado de la líder opositora María Corina Machado y otros dirigentes de la oposición. El evento, que tenía planificado ser una caravana desde Chacaíto a El Marqués, se convirtió en una marcha con la asistencia de decenas de miles de personas. Por otra parte, el candidato del Gran Polo Patriótico, el presidente Nicolás Maduro también inició campaña en la capital, con marchas hacia el Palacio de Miraflores. Se reportó la presencia de autobuses provenientes de diversas parroquias de Caracas, principalmente con empleados públicos obligados a asistir al acto político del candidato oficialista. Diversos medios de comunicación denunciaron el uso de cuentas oficiales de organismos del Estado como el Servicio Nacional Integrado de Administración Tributaria (SENIAT) y Petróleos de Venezuela S.A. (PDVSA) para promocionar la candidatura de Maduro, violando diversas normativas como la Ley Orgánica de Procesos Electorales y la Ley Contra la Corrupción.
El candidato del partido Arepa Digital, Daniel Ceballos, arrancó su campaña en la capital venezolana conduciendo un tractor en el que recorrió varios kilómetros de la principal autopista de Caracas, escoltado por un centenar de motoristas que hacían sonar sus bocinas. Según el candidato, el tractor «representa la fuerza, la producción, la reconstrucción».
En plena campaña e incluso antes de la misma, Maduro calificaría a sus contrincantes como «patarucos», alegando que estos «no estaban preparados para gobernar». El 6 de julio, durante un acto en el estado Lara, Maduro se refirió de forma indirecta a Edmundo González como «viejo decrépito del capitalismo salvaje», violando la normativa electoral. Ese mismo día, trabajadores de la aerolínea estatal Conviasa atacarían verbalmente al candidato Edmundo González, acusándolo de «promover las sanciones». César Pérez Vivas, exgobernador del estado Táchira, exhortó al presidente del CNE, Elvis Amoroso, que asuma su responsabilidad y ponga freno a los abusos cometidos por el oficialismo.
El 9 de julio, el candidato Enrique Márquez, denunció que el gobierno intenta criminalizar la oposición y desestimular el voto, luego de que el fiscal general Tarek William Saab, denunciara en rueda de prensa, un complot de supuestos paramilitares colombianos para atacar al gobierno nacional. Entre tanto, la facción no judicializada del Partido Comunista de Venezuela, denunció que la cúpula oficialista «fabrica escenarios de violencia», así como también, promueve prácticas para desmoralizar a la población.
Ese mismo día, el Sindicato Nacional de Trabajadores de la Prensa rechazó las declaraciones de Nicolás Maduro, que se encontraba en un acto de campaña en La Guaira, al catalogar a cuatro agencias internacionales de noticias como «basura», y que estas, formaban parte de una «campaña» para cantar fraude en las elecciones.
Los candidatos realizarán sus respectivos cierres de campaña en diversas localidades del país; el GPP anunció el cierre de campaña del candidato Maduro para el día 25 en el centro de la ciudad de Caracas, mientras que la PUD apoyará al candidato González en su cierre de campaña con una movilización en Las Mercedes.
Tras el cierre de la campaña, en el día 26 se da inicio a la llamada veda electoral, para este periodo el Ministerio de la Defensa y el Ministerio del Interior emitieron una resolución conjunta decretando la ley seca que prohíbe la venta y el expendio de bebidas alcohólicas, y el porte de armas durante la jornada electoral.

### Maduro advierte sobre «baño de sangre»

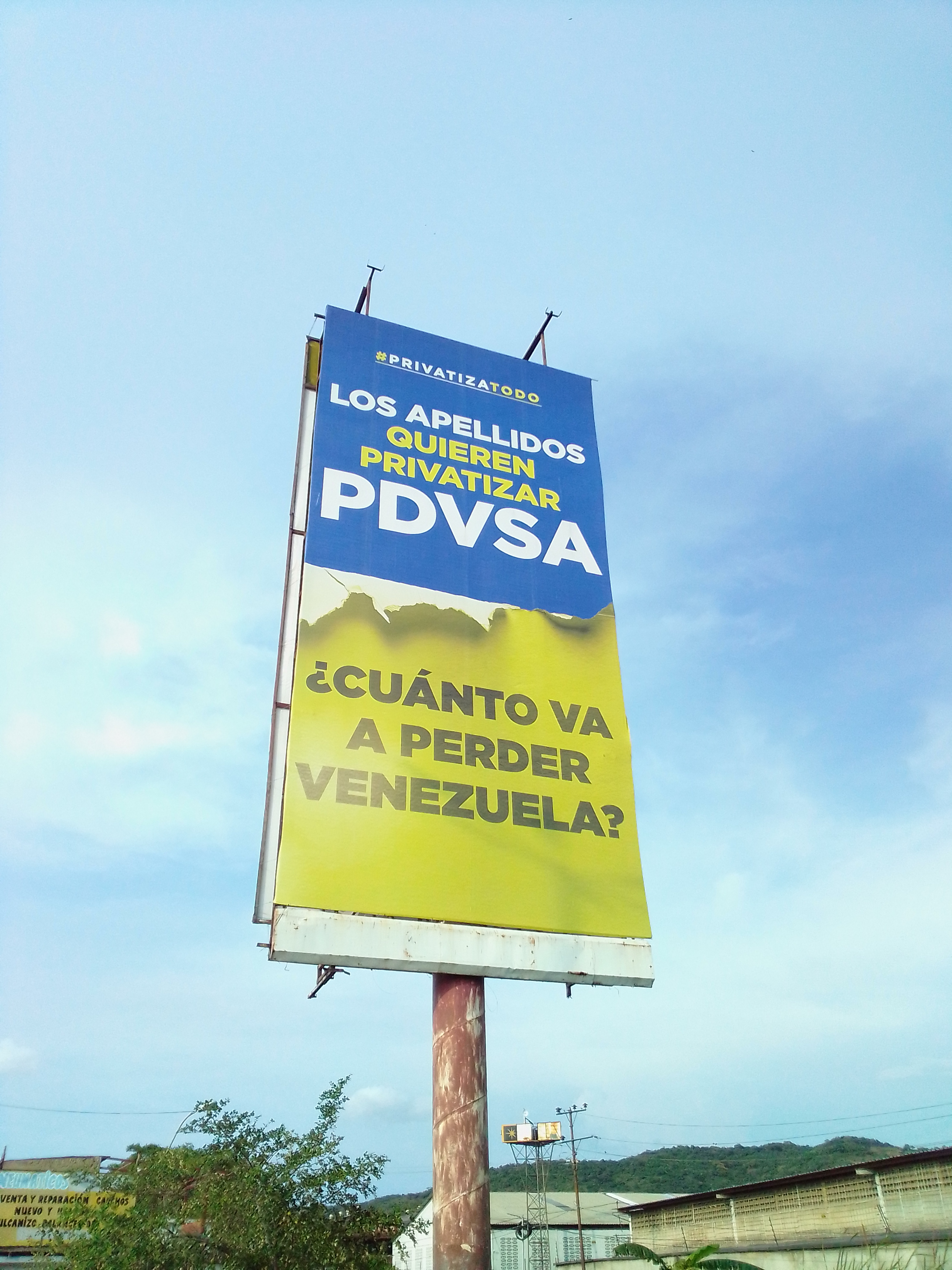
Valla donde se menciona que sectores de la oposición quieren privatizar PDVSA.

A diez días de las elecciones presidenciales en Venezuela, el presidente Nicolás Maduro advirtió sobre la posibilidad de un «baño de sangre» si los partidarios oficialistas no garantizan la victoria en los comicios del 28 de julio. Durante un acto público en Caracas, Maduro afirmó que la paz del país depende de su triunfo electoral, sugiriendo que una derrota podría llevar a una guerra civil. El Consejo Nacional Electoral convocó a los candidatos a firmar un acuerdo para aceptar los resultados, al que no asistieron González y Enrique Márquez. Analistas interpretan el discurso de Maduro como una estrategia para infundir temor en el electorado, aunque observan que podría estar incentivando a los opositores. Las encuestas indican una ventaja significativa para González, generando preocupación en el gobierno sobre una posible derrota y las reacciones ante un posible fraude electoral.
El presidente brasileño, Luiz Inácio Lula da Silva, expresó su preocupación el lunes tras las declaraciones de su homólogo venezolano, Nicolás Maduro, quien afirmó que si pierde las elecciones del próximo domingo en Venezuela, se producirá «un baño de sangre». Lula, en una entrevista con corresponsales extranjeros, reveló que conversó dos veces con Maduro para advertirle que, si desea contribuir a resolver los problemas de crecimiento de Venezuela y facilitar el retorno de quienes han emigrado, debe respetar el proceso democrático. Lula enfatizó que en democracia, quien pierde debe aceptar los resultados y prepararse para futuras elecciones, y señaló que las elecciones del domingo son la única oportunidad para que Venezuela recupere la normalidad y se reintegre a la comunidad regional e internacional. Además, Lula informó que, además de los dos observadores enviados por la Justicia electoral de Brasil, su excanciller y actual asesor de Asuntos Internacionales, Celso Amorim, estará presente en los comicios. Lula ha abogado por elecciones consensuadas según los Acuerdos de Barbados, con plena participación de la oposición y resultados reconocidos por todos, y ha manifestado su preocupación por el veto a la opositora María Corina Machado, sustituida.
El presidente chileno, Gabriel Boric, respaldó las declaraciones de Lula da Silva, declarando que «No se puede amenazar con baños de sangre».

### Ataques directos a María Corina Machado
Faltando diez días para que termine el periodo de la campaña, funcionarios del gobierno secuestran al jefe de seguridad de María Corina Machado. En un mensaje en la red social X, la organización Vente Venezuela detalló que funcionarios del régimen de Nicolás Maduro ingresaron por la fuerza a la vivienda donde se encontraba Milcíades Ávila, jefe de protección de María Corina Machado, violando todo procedimiento legal. Desde Vente Venezuela se exigió la inmediata liberación del detenido, denunciando la arbitraria captura por parte de las fuerzas del chavismo. El gobierno arrecia con detenciones, Estados Unidos pide la liberación de los detenidos y del jefe de seguridad de MCM, «Los arrestos sin un debido proceso son contrarios al espíritu del acuerdo de ruta electoral de octubre de 2023 firmado en Barbados entre la Plataforma Unitaria y representantes de Nicolás Maduro» María Corina Machado de Vente Venezuela denunció que dos camionetas usadas para la gira fueron rayadas con la frase «No + bloqueo» con pintura en Barquisimeto. Además, a una de las unidades le cortaron las mangueras del fluido de frenos y le vaciaron el aceite de motor. El candidato Enrique Márquez rechazó los actos violentos contra el equipo de María Corina Machado: «El Estado debe garantizar la seguridad de todos»

## Observadores internacionales

### Acuerdo de Barbados
Parte del Acuerdo de Barbados fue la presencia de observadores internacionales durante unas elecciones presidenciales libre y transparente de la OEA, ONU, Unión Africana y Unión Interamericana, sin embargo no se ha cumplido. El 28 de mayo, el Consejo Nacional Electoral revocó la invitación a observadores de la Unión Europea, alegando que el bloque mantenía una «actitud injerencista», pese que la UE revocó temporalmente las sanciones contra el presidente del organismo, Elvis Amoroso.

### Censura a observadores políticos independientes
El 10 de junio, María Corina Machado invitó a los integrantes de la Comisión de Asuntos Iberoamericanos del Senado de España a ser testigos durante los comicios. Una delegación integrada por senadores del Partido Popular (PP) y el Partido Socialista Obrero (PSOE) anunció que visitaría el país. El 17 de julio, el gobierno venezolano rechazó la admisión de la delegación.
El expresidente de Argentina, Alberto Fernández, recibió una invitación del Consejo Nacional Electoral el 12 de julio para participar como veedor en las elecciones. No obstante, después de declarar que cualquiera que fuese derrotado en los comicios «lo que tiene que hacer es aceptarlo», dicha invitación fue revocada para el 24 de julio.
Diosdado Cabello, en su programa de televisión del 25 de julio aseguró con respecto a la visita del grupo IDEA: “¿Ellos creen que aquí a Venezuela se entra así? [...] “No están invitados, son showseros, ellos creen que, con esto, nosotros vamos a salir: ‘Ay, si se presentan en el aeropuerto… ¡Los expulsamos, los expulsamos, no hay problema!”
El grupo de exmandatarios latinoamericanos integrantes del Grupo Libertad y Democracia conformado por Jorge Tuto Quiroga de Bolivia, Miguel Ángel Rodríguez Echeverría de Costa Rica, Mireya Moscoso de Panamá, Vicente Fox de México y la exvicepresidenta de Colombia Marta Lucía Ramírez. La decisión de Caracas de impedir salir el vuelo desde Panamá llega después de que el Grupo Libertad y Democracia, manifestara cualquier intento de fraude en las elecciones presidenciales de Venezuela debe ser sancionado por la comunidad internacional. Estados Unidos solicitó al presidente de Venezuela, Nicolás Maduro, a permitir la entrada al país a un grupo de expresidentes.
Aunque inicialmente Brasil y Colombia iban a enviar equipos de observación electoral, estos fueron retirados a raíz de las críticas por parte de Maduro al sistema electoral de ambos países. La Misión de Observación Electoral colombiana ha publicado un informe donde se analizan los resultados de las elecciones da como respuesta final que el candidato de la oposición obtuvo el 67.2 % de los votos.
El día 26 de julio fue expulsada de Venezuela la delegación del Partido Popular Europeo (PPE) formada por 10 diputados, senadores y europarlamentarios, entre ellos Cayetana Álvarez de Toledo por orden del régimen luego de arribar al aeropuerto de La Guaira fueron devueltos en otro vuelo.
Así mismo se impidió el ingreso a los senadores chilenos Rojo Edwards y Felipe Kast cuando se dirigían a hacer el ingreso como observadores durante las elecciones. Desde Cancillería se entregó una nota de protesta al embajador de Venezuela en Chile.
El día 27 de julio la senadora de Colombia Angélica Lozano fue retenida en el aeropuerto y deportada a Colombia sin ninguna explicación, lo mismo le ocurrió a la exalcadesa de Bogotá Claudia López Hernández fue devuelta en otro vuelo a Colombia.

### Centro Carter

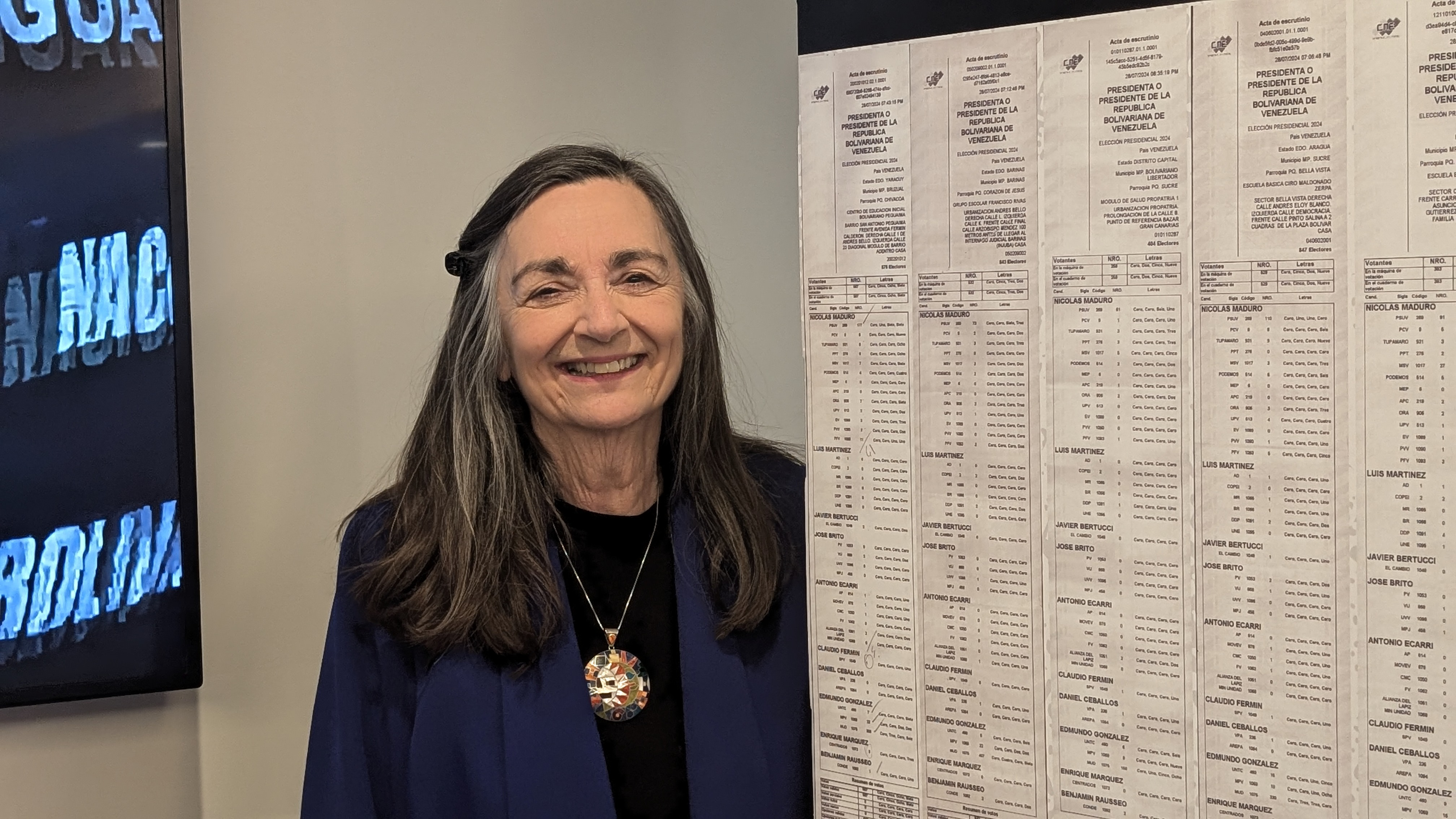
Jennie Lincoln, del Centro Carter, con muestras de actas electorales venezolanas.

El 16 de abril la delegaciones del Centro Carter se reúne en el edificio del CNE con la autoridad electoral de Venezuela para evaluar la posibilidad de concretar misiones de observación en las elecciones presidenciales de 2024. El 20 de junio, el Centro Carter anunció que desplegará una misión técnica de observación electoral. Sin embargo, indicó que tendrá «alcance limitado», por lo que no realizará una evaluación integral del proceso. El 30 de julio el Centro Carter canceló la publicación de un informe preliminar programada  y ordenó retirar a todo su personal del país, esto sucede mientras estallan protestas en todo el país y las autoridades venezolanas anunciaron que los vuelos hacia Panamá y República Dominicana se suspenderán a partir del 31 de julio, pidieron al Consejo Nacional Electoral (CNE) del país que publique los resultados de las mesas electorales, afirmando que esos resultados son «críticos» para la evaluación del Centro Carter e «importantes para todos los venezolanos». El personal se retira ante el temor de la inestabilidad política en el país.
El 31 de julio, luego de retirar su delegación del país por la inseguridad, el Centro Carter señaló que no había podido verificar ni corroborar los resultados de esos comicios, en los que la autoridad electoral del país proclamó al presidente Nicolás Maduro como ganador. El Centro Carter indicó, además, que el proceso «no se adecuó» a los parámetros y estándares internacionales de integridad electoral, por lo que «no puede ser considerada como democrática».  La organización señaló que «el hecho de que la autoridad electoral no haya anunciado resultados desglosados por mesa electoral constituye una grave violación de los principios electorales» y que las elecciones «no se adecuaron a los parámetros y estándares internacionales de integridad electoral y no pueden considerarse democráticas»  y anunció que publicará un informe completo de su misión observación. En el informe destaca:

El proceso electoral de Venezuela en 2024 no ha alcanzado los estándares internacionales de integridad electoral en ninguna de sus etapas relevantes y ha infringido numerosos preceptos de la propia legislación nacional. Se desarrolló en un ambiente de libertades restringidas en detrimento de actores políticos, organizaciones de la sociedad civil y medios de comunicación. A lo largo del proceso electoral, las autoridades del CNE mostraron parcialidad a favor del oficialismo y en contra de las candidaturas de la oposición.   

El registro de partidos y candidatos tampoco se adecuó a estándares internacionales. En los años recientes, partidos de la oposición han sufrido intervenciones judiciales en desmedro de sus liderazgos social y políticamente más reconocidos para beneficiar a personas afines al gobierno, influyendo sobre la conformación de sus candidaturas. De manera aún más importante, la inscripción de la candidatura de las principales fuerzas de oposición se halló sujeta a la discrecionalidad de las autoridades electorales que adoptaron decisiones sin respetar principios jurídicos básicos.  
La campaña electoral se desarrolló con un notable desequilibrio a favor del gobierno en todos los campos. La candidatura oficialista contó con muy amplios recursos, lo que se tradujo en la gran desproporción de mítines, murales, vallas y afiches a su favor. Se observó el abuso de recursos públicos, incluyendo el uso de vehículos, la movilización de funcionarios para la campaña y el uso de programas sociales. Asimismo, la candidatura gubernamental tuvo preponderancia en la televisión y la radio, tanto en publicidad, transmisión de eventos y cobertura noticiosa. Las autoridades intentaron restringir las campañas de la oposición, incluyendo la persecución e intimidación de personas que prestaron servicios o vendieron bienes para el proselitismo opositor para generar un efecto disuasivo.  

Pese a este contexto, la ciudadanía venezolana se movilizó masiva y pacíficamente el 28 de julio para expresar sus preferencias. La jornada de votación transcurrió de una manera cívica, pese a restricciones en el acceso a recintos para observadores nacionales y, sobre todo, testigos de partidos, mecanismos de eventual presión sobre el electorado (puntos de control partidario gubernamental en la cercanía de los recintos para verificar la asistencia de los votantes) e incidentes de tensión o violencia reportados en algunas localidades. En el número limitado de recintos visitados, los equipos de observadores del Centro Carter comprobaron la voluntad de la ciudadanía venezolana por participar en un proceso electoral democrático y demostrando su compromiso cívico como integrantes de mesa, testigos de partidos y observadores. Estos esfuerzos fueron desmerecidos por la ausencia de transparencia del CNE en la difusión de los resultados.

El 2 de octubre durante la sesión del Consejo Permanente de la Organización de los Estados Americanos se trató como primer punto la crisis política en Venezuela. El Centro Carter representado por Jennie Lincoln jefa de la misión quien presentó un informe con varias actas electorales impresas originales que demuestran la victoria de Edmundo González ante el Consejo. De igual forma presentó un informe de la presidenta Carolina Jiménez Sandoval de la Oficina en Washington para Asuntos Latinoamericanos (WOLA) quien afirmó que el ataque cibernético fue desmontado por diversos expertos, pasaron los 30 días para sustentar los resultados de acuerdo a la ley electoral. Informó sobre la violación de los derechos humanos en Venezuela. 
La reacción del gobierno, por parte del presidente de la Asamblea Nacional, Jorge Rodríguez Gómez, ataca Jennie Lincoln, a quien acusó de haber presentar "actas chimbas, balurdas", las mismas que presentó María Corina Machado. Diosdado Cabello aseguró que al Gobierno venezolano «no le importa diga lo que diga la OEA ni la señora del Centro Carter».
El 18 de febrero  de 2025 el Centro Carter en un último informe ratificó la legalidad de las actas presentadas y denuncia que a seis meses de las elecciones aún no se han publicado los resultados desagregados y la página web del organismo continúa inactiva. El informe dice que las actas publicadas por la oposición son confiables y que el número disponible se confirma un resultado irreversible a favor de la oposición. El informe ratifica que las elecciones presidenciales desde el inicio del proceso no fueron democráticas y que “los resultados anunciados por el CNE no pudieron verificarse de forma independiente”, establecidos en el Acuerdo de Barbados.

### Panel de Expertos de la ONU
El 23 de abril es recibida a una delegación exploratoria de las Naciones Unidas (ONU).  El 27 de junio, la ONU anunció que enviara un panel de expertos para monitorear la elección. El Panel de Expertos Electorales de la ONU llegó a Venezuela el 10 de julio conformado por cuatro personas, presidido por Sr Domenico Tuccinardi (Italia), Sra Fernanda Abreu (Portugal), Sr Roly Dávila (Guatemala) y la Sra Lourdes Gonzalez (México), quienes fueron recepcionados por Gianluca Rampolla del Tindaro, Coordinador Residente del Sistema de Naciones Unidas en Venezuela, a invitación del Consejo Nacional Electoral y de conformidad con el Acuerdo de Barbados del 17 de octubre de 2023. Tras la observación de las elecciones el Panel de Expertos emitió un informe, que en principio estaría disponible solo para el CNE y privado para el secretario general del organismo internacional, posteriormente el 13 de agosto el informe fue tan grave que consideró el hecho para desclasificar y hacerlo público, en donde detalló como fue el proceso electoral del 28 de julio. En el informe detallan, entre otros aspectos:

El período preelectoral estuvo marcado por continuas restricciones al espacio cívico y político. La campaña del gobierno dominó los medios de comunicación estatales, con acceso muy limitado para los candidatos de la oposición. Numerosas restricciones al derecho a postularse para cargos públicos se mantuvieron vigentes para varias figuras políticas prominentes. A pesar de la ausencia de igualdad de condiciones, el período preelectoral se desarrolló en general de manera pacífica, en medio de un entusiasmo renovado.

Como reconocieron todos los contendientes, el sistema de votación electrónica estaba bien diseñado y era confiable, y estaba programado para funcionar con importantes procedimientos de auditoría y la difusión de protocolos de resultados (actas) en las mesas de votación. El CNE también había implementado un mecanismo robusto para el proceso de transmisión de resultados: la transmisión digital de resultados desde cada máquina de votación al centro principal de tabulación del CNE, con varios niveles de protección contra conexiones no autorizadas y ciberataques.
La transmisión electrónica de resultados funcionó bien inicialmente, pero se detuvo bruscamente en las horas posteriores al cierre de las mesas de votación, sin que se proporcionara información o explicación alguna a los candidatos en ese momento, ni al Panel. Al momento de anunciar los resultados, el Presidente del CNE declaró que un ciberataque terrorista había afectado la transmisión y había causado un retraso en el proceso de tabulación. Sin embargo, el CNE pospuso y posteriormente canceló tres auditorías post electorales clave, incluyendo una sobre el sistema de comunicación que podría haber arrojado luces sobre la ocurrencia de ataques externos contra la infraestructura de transmisión.
En las primeras horas del 29 de julio de 2024, el Presidente del CNE anunció oralmente que el Presidente Nicolás Maduro había ganado la elección con 5 150 092 votos (51.2 %), seguido por Edmundo González con 4 445 978 votos (44.2 %), afirmando que se habían recibido resultados del 80 % de las mesas de votación. El 2 de agosto, el CNE confirmó al Presidente Maduro como ganador con 6 408 844 votos (51.95 %), seguido por González con 5 326 104 votos (43.18 %), basándose en lo que según el CNE eran el 96.97 % de los resultados de las mesas. Los anuncios de resultados consistieron en comunicaciones orales sin apoyo infográfico. El CNE no publicó, y aún no ha publicado, ningún resultado (o resultados desglosados por mesa de votación) para respaldar sus anuncios orales, según se contempla en el marco legal electoral.
El Panel revisó una pequeña muestra de los documentos que actualmente son de dominio público (incluidos aquellos publicados en línea por la oposición) y que son reportados como protocolos (actas) de resultados de diversas mesas de votación. Todos aquellos que fueron revisados exhiben todos los dispositivos de seguridad de los protocolos originales de los resultados. Esto sugiere que una medida de salvaguardia clave de transparencia estaría disponible, como estaba previsto, respecto a cualquier resultado publicado oficialmente. (El Panel no se propuso verificar o revisar el total de los votos).
En resumen, el proceso de gestión de resultados por parte del CNE no cumplió con las medidas básicas de transparencia e integridad que son esenciales para la realización de elecciones creíbles. Tampoco siguió las disposiciones legales y regulatorias nacionales, y todos los plazos establecidos fueron incumplidos. En la experiencia del Panel, el anuncio del resultado de una elección sin la publicación de sus detalles o la divulgación de resultados tabulados a los candidatos no tiene precedente en elecciones democráticas contemporáneas. Esto tuvo un impacto negativo en la confianza del resultado anunciado por el CNE entre una gran parte del electorado venezolano.

A pesar de que las cifras de fuentes nacionales varían y que el Panel no intentó verificar su exactitud, el Panel tomó nota de los informes que afirman que más de 20 personas murieron, incluyendo un soldado, y que más de 1000 personas fueron detenidas entre el 29 de julio y el 2 de agosto de 2024 como resultado de las protestas tras el anuncio de los resultados. Las cifras reportadas han seguido aumentando. El Panel también recibió informes de amenazas e intimidación contra agentes de partidos políticos y oficiales de mesas de votación.

### Observadores de la Unión Europea
El 9 de abril de 2024 llega la Delegación de la Misión Exploratoria de la Unión Europea presidida por Jorge Gallego Oficial en la División sobre Democracia y Observación Electoral en el Servicio Europeo de Acción Exterior, fue recibida por el presidente del Consejo Nacional Electoral, Elvis Amoroso El 16 de abril las delegaciones de la Unión Europa y el Centro Carter se reunieron en el edificio del CNE con la autoridad electoral de Venezuela para evaluar la posibilidad de concretar misiones de observación en las elecciones presidenciales en Venezuela del 2024. El 13 de mayo La Unión Europea retira temporalmente las sanciones al actual presidente del Consejo Nacional Electoral Elvis Amoroso, a Socorro Elizabeth Hernández exrectora del Consejo Nacional Electoral (2010-2020), Xavier Antonio Moreno secretario general del CNE y Leonardo Enrique Morales Poleo exrector del CNE (2020). Al mismo tiempo la UE decide mantener las sanciones a los demás funcionarios venezolanos hasta el 10 de enero de 2025. Amoroso emite un comunicado que rechaza las pretensiones de la Unión Europea de coaccionar al presidente del CNE y al Poder Electoral en el levantamiento de sanciones coercitivas y unilaterales impuestas a la República Bolivariana de Venezuela. El día 27 de mayo la Unión Europea informa que se prepara para enviar 100 observadores durante las elecciones presidenciales, al día siguiente el CNE revoca la invitación de observadores de la Unión Europea, Amoroso explicó que tomaron la decisión, por las sanciones impuestas a varios organismos, empresas y funcionarios venezolanos. Sin embargo, el bloque afirmó que solo mantiene sanciones contra más de 50 venezolanos acusados de actos de represión o esfuerzos para socavar la democracia que no afectan la economía venezolana. “La Unión Europea lamenta profundamente la decisión unilateral del CNE de retirar su invitación a observar las elecciones presidenciales del 28 de julio”, respondió la UE. El 20 de junio el CNE condicionó una nueva invitación a los observadores de la Unión Europea, para que presencien las presidenciales del 28 de julio con el levantamiento de todas las sanciones a Venezuela. “Si no hay levantamiento de las sanciones y el bloqueo contra el pueblo de Venezuela, contra los enfermos, contra los estudiantes, contra las personas de cierta edad, no hay absolutamente nada que conversar ni pensar que puedan venir a Venezuela cuando desprecian a todos los venezolanos”, dijo Amoroso.

### Otros
La ONG Transparencia Electoral aseveró haber identificado alrededor de 100 "falsos observadores internacionales" que fueron a las elecciones presidenciales del 28 de julio en Venezuela,  de los supuestos seiscientos treinta veedores, incluyendo al expresidente dominicano Leonel Fernández, de viajar a Venezuela con la finalidad de “legitimar el fraude electoral“. La ONG indicó que Nicolás Maduro, utilizó una táctica de regímenes antidemocráticos al convocar a cientos de militantes de partidos afines al Socialista Unido de Venezuela (PSUV) a actividades particulares faltando pocos días de las elecciones para luego extenderle la invitación para que pasen a ser “observadores“, “visitantes”, “veedores” o “acompañantes” de los comicios.

## Instalación de las mesas electorales
El Consejo Nacional Electoral (CNE) realizó la instalación de 30 026 mesas electorales en cerca de 15 700 centros de votación habilitados en todo el país el 26 de julio. Hubo varias denuncias durante la instalación de las mesas en algunos municipios, al negar el ingreso a los testigos de las organizaciones políticas que tienen derecho a estar presentes en el proceso de acuerdo a la normativa del CNE; algunos denunciaron que el Plan República y funcionarios del CNE no les permiten el ingreso a los centros de votación. La rectora electoral Aimé Nogal informó que para el mediodía ya se habían constituido el 90.25 % de las mesas de votación; también mencionó que el órgano comicial estaba haciendo seguimiento a las denuncias e incidencias reportadas en horas de la mañana con relación a la instalación de las mesas.
El Comando Con Venezuela reportó que las irregularidades se presentaron en menos del 1 % de las mesas instaladas durante el día 26 de julio.
El 27 de julio de forma irregular fueron removidos 31 centros de votación, así anunció la rectora Aime Nogal por parte del CNE. Electores denunciaron descontento pues alegan "un abuso el cambio a tan pocas horas de las elecciones".

## Sondeos de opinión pública
Hasta antes del mes de mayo, la mayoría de las encuestadoras, con un reconocimiento histórico en el país, favorecían a González Urrutia como ganador de las elecciones por un amplio margen. El periódico colombiano El Tiempo afirma que ha comenzado una «guerra de encuestas» con la aparición de nuevos grupos electorales desde mayo de 2024, cuyos resultados que apoyan a Maduro difieren de los resultados de encuestadores tradicionales más establecidos que muestran a Maduro a la zaga.El Tiempo escribe que los analistas dicen que esta «guerra de las encuestas» es una estrategia del gobierno.El Tiempo nombra a IdeaDatos and Data Viva (sobre lo que El Tiempo dice que se sabe poco) ya que los encuestadores cuyos resultados favorecen a Maduro, a diferencia de otras encuestas.
A fin de mayo, la agencia internacional AFP publicó en Factual, su departamento de fact check, un artículo en el que desmiente cuatro encuestas difundidas por redes sociales que dan por ganador al candidato opositor venezolano González Urrutia, por publicar datos inexactos. Los resultados fueron chequeados por la agencia y demostraron que las respuestas de las encuestadoras Datincorp, Meganálisis, Datanálisis y Hercon fueron «tendenciosas».

### Manipulación de las encuestas
En Venezuela, la proliferación de encuestas de empresas reconocidas y otras de firmas recientes sin mayor trayectoria se desarrolla en un contexto previo a las elecciones presidenciales del 28 de julio de 2024, sin temor a sanciones por resultados inexactos. Expertos advierten que algunos sondeos son utilizados como «armas de propaganda» por el chavismo. Diferentes encuestas muestran resultados dispares: seis encuestadoras dan como favorito al candidato opositor Edmundo González Urrutia, mientras que otras tantas favorecen al presidente Nicolás Maduro. Firmas de renombre en el entorno político venezolano, como Datanálisis, Datincorp, Delphos y Consultores 21, junto a la emergente Poder y Estrategia, indican que González Urrutia acumula más del 50 % de la intención de voto.
Por otro lado, encuestas de Hinterlaces y otras compañías menos conocidas, como Polymarket, IMC Orientación y DataViva, sitúan a Maduro con entre el 54 % y el 70 % de la preferencia. CECA Consultores menciona un empate técnico ligeramente inclinado hacia la oposición. Juan Manuel Trak, sociólogo y doctor en procesos políticos contemporáneos, señala que las encuestas en Venezuela son usadas sistemáticamente como herramientas de propaganda para influir en la opinión pública sobre los posibles resultados electorales, con ejemplos de sondeos manipulados con fines propagandísticos tanto del gobierno como de la oposición. La Coalición Informativa C‑INFORMA concluyó que 6 de 14 firmas evaluadas, de reciente creación y dudosa credibilidad, han publicado 37 estudios de opinión pública utilizados en una estrategia para manipular el clima electoral. Según sus hallazgos, 7 encuestadoras forman parte de una posible campaña de manipulación informativa, 6 a favor de Maduro y una a favor de la oposición. Jesús Castellanos, politólogo experto en asuntos electorales, también reconoce la existencia de una «guerra de encuestas», con una predominancia de firmas que favorecen a Maduro difundiendo «noticias falsas» o mostrando una clara parcialidad hacia el presidente. Eugenio Martínez, periodista y director de la ONG de monitoreo comicial Votoscopio, argumenta que no existe una guerra de encuestas per se, sino una estrategia de desinformación y la ausencia de medios independientes. Martínez destaca que las tendencias de la mayoría de las encuestas favorecen a la oposición, pero la magnitud de la brecha entre los candidatos depende de la participación electoral. En Venezuela, donde el voto no es obligatorio, una mayor participación incrementaría la ventaja de González Urrutia, mientras que una menor participación reduciría la diferencia.
NTN24 destacó a las nuevas encuestadoras Insight e IdeaDatos en junio de 2024, escribiendo que «ocho de diez encuestas [recientes] dan ganador al candidato de la oposición, Edmundo González Urrutia, y las únicas dos que dan la victoria a ... Maduro, son firmas desconocidas y sus cuentas en redes sociales son de reciente data», y agregó que IdeaDatos y PoliAnalítico «hace activamente campaña por Nicolás Maduro».
Según una verificación de hechos de Efecto Cocuyo, IdeaDatos publicó su primera encuesta el 6 de mayo de 2024, una encuesta del 29 de abril al 3 de mayo de 2024, y sus datos fueron reeditados por múltiples medios que son afines al oficialismo. El portal afirmó que la encuestadora entonces no tenía antecedentes de publicar encuestas propias en su cuenta de Twitter desde su creación en octubre de 2020 y hasta mayo de 2024, y no había «mayor evidencia de su existencia como empresa». Las preocupaciones metodológicas incluyen conclusiones erróneas, datos estadísticos y de muestreo faltantes o incorrectos, e inconsistencias en los datos de confiabilidad y el margen de error.
El portal indica que problemas similares se encontraron en la publicación de la segunda y tercera encuesta de IdeaDatos en mayo y junio, y que «la página web de la firma no tiene RIF, número de teléfono, correo electrónico o dirección física, nombres de directivos o empleados, ni encuestas antes de mayo de 2024», Se encontraron problemas similares con Data Viva CMIDE y Parametrica. Con un perfil similar, una nueva encuestadora, Global Census, apareció por primera vez en las redes sociales en marzo de 2024 y anunció su primera encuesta a favor de Maduro en junio de 2024.
También se encontraron problemas anteriores en las encuestas de Hinterlaces.
Evaluación de la credibilidad de firmas encuestadoras sospechosas
| Firma Encuestadora                                                                    | Fecha de Creación | Publicaciones | Puntuación de Credibilidad (0-10) | Tendencia política | Comentarios                                                            |
| ------------------------------------------------------------------------------------- | ----------------- | ------------- | --------------------------------- | ------------------ | ---------------------------------------------------------------------- |
| Data Política                                                                         | agosto 2023       | 4             | 1.88                              | oficialista        | Sin ficha técnica, errores gráficos y metodológicos, sin página web.   |
| CMIDE 50.1                                                                            | septiembre 2021   | 2             | 2.13                              | oficialista        | Borró contenido anterior, solo perfil en X, no transparente.           |
| Insight by Contrapunto                                                                | mayo 2023         | 1             | 3.69                              | oficialista        | Utiliza plataforma de encuestas pagas, sin datos de contacto.          |
| Data Viva                                                                             | julio 2023        | 9             | 4.18                              | oficialista        | Falta de transparencia, página web y datos incompletos.                |
| IdeaDatos                                                                             | mayo 2024         | 4             | 4.92                              | oficialista        | Errores en cálculo de error y credibilidad, sin historial empresarial. |
| Mass Behavior Research                                                                | septiembre 2023   | 16            | 5.24                              | opositor           | Publica encuestas contradictorias, falta de datos metodológicos.       |
| Paramétrica                                                                           | mayo 2024         | 1             | 5.24                              | oficialista        | Página web creada días antes de la publicación, datos cuestionables.   |
| Fuente: Medianalisis, El Clip, Voz de América, EVTV, Voz de América, y Efecto Cocuyo. |                   |               |                                   |                    |                                                                        |

#### ICS Latam
ICS Latam es una encuestadora fundada en 2012 que, tras un período de inactividad en sus redes sociales y con una página web suspendida desde noviembre de 2023, reapareció en julio de 2024 para publicar una encuesta en la que Nicolás Maduro obtiene un 56.9 % de intención de voto para las elecciones presidenciales del 28 de julio. Esta encuesta se realizó entre el 25 de junio y el 2 de julio de 2024, utilizando una muestra de 2000 entrevistas en 20 estados del país, con un nivel de confianza del 95 %. Sin embargo, la encuesta carece de Ficha Técnica, violando el artículo 82 de la Ley Orgánica de Procesos Electorales (LOPE), que exige la inclusión de esta información para garantizar la transparencia y la metodología correcta. La encuesta fue difundida por medios como Globovisión, El Universal, Venezuela News, Correo del Orinoco y NotiTarde, conocidos por formar parte de una red de medios proxys o intermediarios para la desinformación sociopolítica en Venezuela. La falta de actualizaciones en sus redes sociales, la suspensión de su página web y la difusión de la encuesta por estos medios han suscitado dudas sobre la veracidad y la calidad de sus datos. La encuesta también presenta inconsistencias estadísticas, como la ausencia de categorías de «Ninguno» o «No sabe/No responde», y un tiempo de realización que excede el período recomendado para no mezclar opiniones formadas y en formación.

#### IMC Orientación
El 1 de julio de 2024, IMC Orientación publicó una encuesta que le otorga un 45.17 % de intención de voto a Nicolás Maduro, posicionándolo como el candidato líder. Esta firma, cuya página web fue creada el 29 de junio de 2024, no tiene empleados, directiva, dirección, teléfono o correo de contacto, y carece de perfiles en redes sociales. Su estudio presenta inconsistencias metodológicas y estadísticos, como entrevistar al 66 % de mujeres y un 100 % de encuestados que se identifican con un partido político. La encuesta fue realizada en varias regiones de Venezuela entre el 2 y el 23 de junio de 2024, mediante 3500 entrevistas presenciales, con un error muestral de 1.66 % y un nivel de confianza del 95 %. Según IMC Orientación, Edmundo González obtuvo un 31.06 % y José Brito un 15.03 % de intención de voto. La firma utiliza los mismos frameworks web que Paramétrica y presenta un diseño web similar, además de afirmar tener numerosos estudios y publicaciones sin evidencia. La metodología de muestreo y las decisiones demográficas no están suficientemente justificadas, y se observan omisiones en la asociación de apoyos partidistas con los candidatos judicializados. La encuesta fue difundida por varios medios de comunicación, aunque carece de respaldo metodológico y empresarial sólido, lo que la califica como inconsistente según la revisión de Cocuyo Chequea.

### Candidatos postulados
Las encuestas muestran a Edmundo González liderando en la mayoría de los sondeos, especialmente aquellos realizados por Meganálisis y Hercon Consultores, con un apoyo que varía entre el 50 % y el 71.9 %, mientras que Nicolás Maduro obtiene entre el 9.8 % y el 56.9 % según la encuestadora. Meganálisis y Hercon Consultores son reconocidas por su postura crítica hacia el gobierno, mientras que ICS y Hinterlaces, con resultados más favorables para Maduro, son vistas como cercanas al gobierno.
| Fecha                          | Encuestadora                       | Muestra            |                                |                                | Ventaja                        |
| ------------------------------ | ---------------------------------- | ------------------ | ------------------------------ | ------------------------------ | ------------------------------ |
| Fecha                          | Encuestadora                       | Muestra            | MUD                            | PSUV                           | Ventaja                        |
| 11 de julio de 2024            | More Consulting                    | 1500               | 55.2                           | 31.0                           | 24.2                           |
| 4-7 de julio de 2024           | Meganálisis                        | 1076               | 71.9                           | 12.1                           | 59.8                           |
| 4 de julio de 2024             | 4 de julio de 2024                 | 4 de julio de 2024 | Inicio de la campaña electoral | Inicio de la campaña electoral | Inicio de la campaña electoral |
| 20 de junio‑3 de julio de 2024 | Hercon Consultores                 | 1200               | 62.1                           | 28.1                           | 34.0                           |
| 3 de julio de 2024             | Consultores 21                     | -                  | 50                             | 25                             | 25                             |
| 22-28 de junio de 2024         | ORC Consultores                    | 1177               | 58.63                          | 14.28                          | 44.35                          |
| 28 de junio de 2024            | Delphos                            | -                  | 52                             | 25                             | 27                             |
| 17-22 de junio de 2024         | Meganálisis                        | 1123               | 68.4                           | 11.3                           | 57.1                           |
| 15 de junio de 2024            | Poder y Estrategia                 | -                  | 56                             | 22                             | 34                             |
| 11 de junio de 2024            | Las Verdades de Miguel             | -                  | 53                             | 40                             | 13                             |
| 10 de junio de 2024            | Hercon Consultores                 | 1000               | 61.1                           | 24.1                           | 37.0                           |
| 23 de mayo‑5 de junio de 2024  | ClearPath Strategies/Consutores 21 | 1500               | 56                             | 35                             | 21                             |
| 2 de junio de 2024             | Delphos                            | -                  | 50                             | 26                             | 24                             |
| 23-26 de mayo de 2024          | UCAB                               | 400                | 54.8                           | 17.7                           | 37.1                           |
| 16-23 de mayo de 2024          | Meganálisis                        | 1116               | 61.1                           | 9.8                            | 51.3                           |
| 16-24 de mayo de 2024          | ORC Consultores                    | 1119               | 50.74                          | 13.70                          | 37.04                          |
| 26 de abril‑4 de mayo de 2024  | ORC Consultores                    | 1142               | 51.77                          | 13.15                          | 38.68                          |
| 3 de mayo de 2024              | Hercon Consultores                 | 1000               | 58.8                           | 22.5                           | 36.3                           |
| 23 de abril-2 de mayo de 2024  | Consultores 21                     | 1004               | 36                             | 25                             | 11                             |
| 28 de abril de 2024            | Datincorp                          | 1200               | 50                             | 18                             | 32                             |
| 25-28 de abril de 2024         | Meganálisis                        | 1009               | 32.4                           | 11.2                           | 21.2                           |
| 24 de abril de 2024            | Delphos                            | -                  | 55                             | 30                             | 20                             |

## Proceso

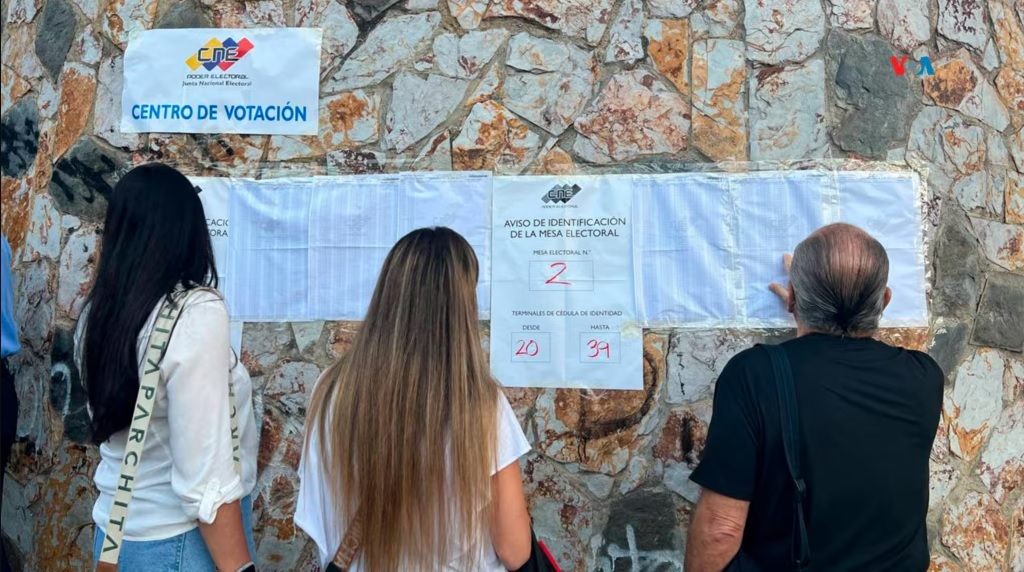
Centro de votación en Caracas.

Durante la mañana, en Maturín, estado Monagas, la coordinadora del centro electoral CNF Simoncito Moscú le impidió la entrada a testigos de la oposición, permitiendo el paso solamente de testigos oficialistas. Horas después, motorizados encapuchados y vestidos de negro se presentaron en el lugar, disparando contra presentes e hiriendo a una mujer de tercera edad.
Casi al mediodía, el periodista Eugenio Martínez declaró que el oficialismo había adoptado como estrategia retrasar o afectar el flujo en centros de votación con más de tres mesas con una tendencia histórica a la oposición.
La atleta Yulimar Rojas fue habilitada para votar desde el consulado de Venezuela en París, a pesar de no residir en la ciudad, desde donde pudo ejercer su derecho al voto. El hecho ocasionó polémica debido a las restricciones impuestas al resto de la diáspora para votar en el exterior. El Comité Olímpico Venezolano eliminó el tuit del anuncio.
Durante una rueda de prensa, María Corina Machado le pidió a los electores permanecer en los centros de votación para vigilar el escrutinio y el conteo de los votos. También declaró que hasta pasadas las 6 de la tarde se habían registrado pocos casos de violencia.
Alrededor de las 8:00 p. m. (HLV), un joven fue herido de gravedad cuando colectivos dispararon contra personas que se encontraban cuidando un centro de votación en el municipio Guásimos del estado Táchira. En otro suceso en la escuela John Kennedy, ubicada en Palmira, según testigos, presuntos colectivos chavistas llegaron en una camioneta blanca abriendo fuego contra Julio Valerio García, de 40 años y quien se identificaba como opositor al gobierno nacional, el cual falleció. Se reportó otro incidente en el municipio de Bolívar, cerca de Cúcuta, donde una persona resultó herida por arma de fuego mientras esperaba los resultados; la víctima, Jesús Libardo Nieto, se encontraba a las afueras de su centro de votación cuando fue atacado.
Delsa Solórzano denunció en una rueda de prensa sobre varios centros electorales donde obligaban a testigos a retirarse y donde se estaban negando a transmitir los resultados de las actas.
En un comunicado conjunto, los cancilleres de Argentina, Costa Rica, Ecuador, Panamá, Perú y Uruguay pidieron la transparencia del proceso electoral.

## Resultados

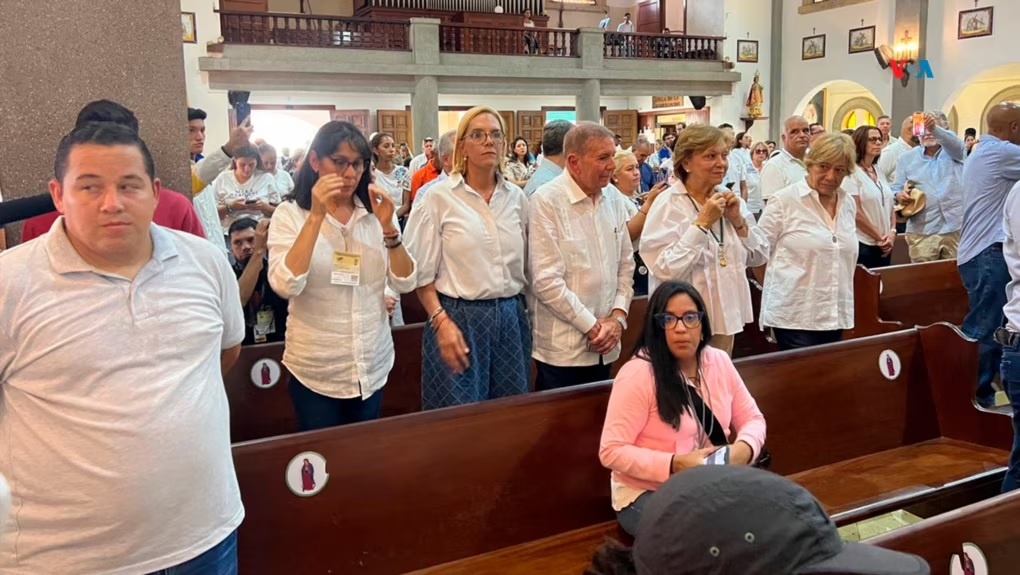
Luego de realizar su voto, el candidato opositor Edmundo González Urrutia participó de una ceremonia religiosa en Caracas.

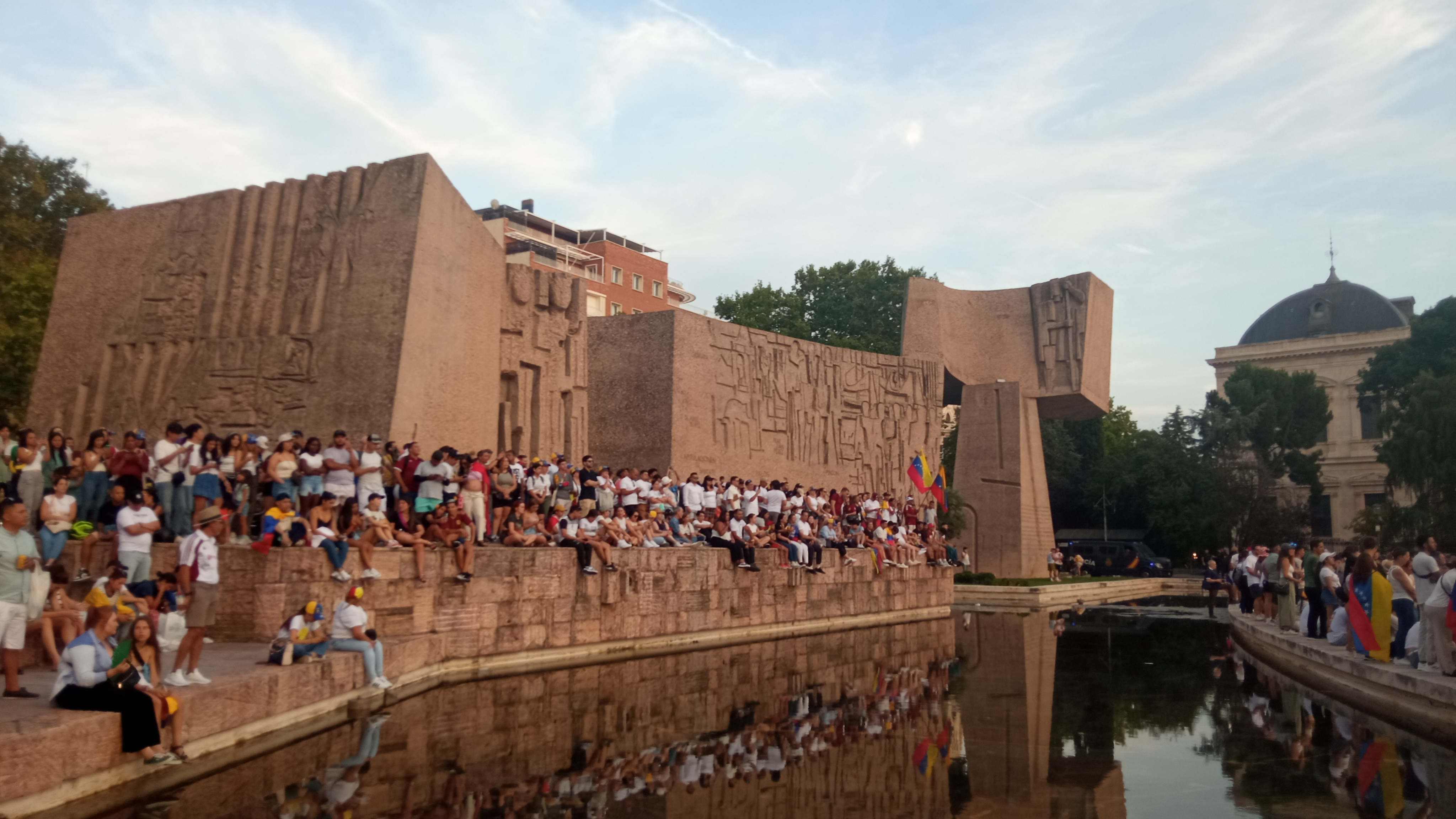
Concentración de la diáspora venezolana en Madrid el día de las elecciones

En medio de una gran incertidumbre, y una respuesta bastante demorada durante la noche electoral, pasada la medianoche, Elvis Amoroso comunicó el primer boletín del CNE en un escueto mensaje. En el mismo, declaró una participación del 59 % y la transmisión del 80 % de las actas de las mesas escrutadas y con una tendencia «contundente e irreversible», Maduro fue reelecto para un tercer mandato, Nicolás Maduro presuntamente obtuvo 5 150 092 votos, un 51.20 %, y Edmundo González 4 445 978 votos, un 44.20 %. Sin mayor información de los otros candidatos. Amoroso atribuyó el retraso a un ataque «terrorista» que demoró la transmisión de datos, que fue desmentido después por la World Wide Web.
Después de la 1 de la madrugada, María Corina Machado declaró en una rueda de prensa que, de acuerdo con las actas con las que contaba la oposición, Edmundo González obtuvo 70 % de los votos, mientras que Maduro el 30 %. Esa misma madrugada diferentes presidentes emitieron su opinión como el presidente de Guatemala, Bernardo Arévalo, cuestionó los resultados y la proclamación de Maduro:«Venezuela merece resultados transparentes, certeros y apegados a la voluntad de su pueblo», afirmó Arévalo de León en un mensaje a través de sus canales oficiales, el presidente de Uruguay, Luis Lacalle Pou declaró «No se puede reconocer un triunfo si no se confía en la forma». Otros presidentes se manifestaron como Javier Milei, Gabriel Boric, José Raúl Mulino, Rodrigo Chaves y Dina Boluarte. También lo hizo el secretario de Estado de Estados Unidos, Antony Blinken, quien exigió «que cada voto se cuente de manera justa y transparente» tras las elecciones en Venezuela. «Nos preocupa seriamente que el resultado anunciado no refleje la voluntad ni los votos del pueblo venezolano», afirmó. «Es fundamental que cada voto se cuente de manera justa y transparente, que los funcionarios electorales compartan inmediato la información con la oposición y los observadores independientes sin demora, y que publiquen el recuento detallado de los votos». El pronunciamiento fue divulgado después de que la autoridad electoral venezolana, controlada por el oficialismo, diera por vencedor de los comicios a Maduro con el 80 % del escrutinio El representante de la Unión Europea para Asuntos Exteriores, Josep Borrell pide «el conteo detallado de votos y acceso a las actas de votación» en Venezuela: «La voluntad debe ser respetada».
El día siguiente, el 29 de julio durante la mañana el gobierno de Maduro emite un comunicado que anuncia que ha roto lazos diplomáticos con Argentina, Chile, Costa Rica, Perú, Panamá, República Dominicana y Uruguay. Exigiendo que se retiraran «de manera inmediata» a sus representantes en territorio venezolano, en represalia por haber expresado su preocupación por el desarrollo de las presidenciales, a quienes acusa de ser «subordinados a Washington».
A las 18 horas hora de Venezuela María Corina Machado y Edmundo González Urrutia dieron una rueda de prensa en la que anuncian que están recopilando las actas de los centros de votación y que en ese momento disponen del 73.20 % de las mismas, las cuales dan como ganador a Edmundo González Urrutia, el cual logró 6.2 millones de votos frente a Nicolás Maduro que logró 2.7 millones (abajo se detalla en una tabla). También indicaron que las actas mencionadas están siendo publicadas en un portal digital en el cual los venezolanos podrán entrar con su cédula de identidad y ver el acta de su centro de votación en una imagen digitalizada. También se podrá consultar el acta indicando la entidad federal, el municipio, la parroquia, el centro de votación y la mesa de votación. Tales actas fueron verificadas como válidas según una observación electoral de Colombia,The Washington Post y AP News.
Cerca de las 22:10 (hora local) del día 29 de julio, María Corina Machado publicó en su cuenta de X (anteriormente Twitter) la web donde los venezolanos pueden consultar las actas disponibles.

### Resultados divulgados por el Consejo Nacional Electoral
El CNE no ha publicado ninguna hoja de recuento ni datos de votantes que respaldaran sus resultados denunció Andrés Velásquez. Venezuela quedó inmersa una crisis postelectoral que se ha trasladado a las calles con masivas movilizaciones. Los recuentos del primer boletín del CNE del 29 de julio se dan a las 00:04 horas de esa madrugada de 5 150 092 votos para Maduro, 4 445 978 votos para González y 462 704 votos para el resto de candidatos corresponden, con una precisión de 5 decimales, al 51.20000 %, 44.20000 % y 4.60000 %, respectivamente. Según El Espectador, el hecho de que los recuentos correspondan a porcentajes con una secuencia de ceros con tanta precisión es un indicio de fraude. Kiko Llaneras, escribiendo a El País, estimó la probabilidad de coincidencia en una en cien millones. El día 29 a las 13:15 horas, desde el CNE, el presidente del poder electoral Elvis Amoroso lee el segundo boletín con el 96.87% de las actas escrutados se lee lo siguiente, de 20,654,431 electores registrados con 96.87%, la participación de 12,386,669 votos escrutados, votos válidos 12,335,884 y una participación de 57.97%, el resultado es: Nicolás Maduro (PSUV) con 6,408,844 votos con un porcentaje de 51.95%, Edmundo González (MUD) con 5,326,104 votos con un porcentaje de 43.18%, Luis Martínez (AD) con 152,360 votos con un porcentaje de 1.24%, Antonio Ecarri 116,421 votos con un porcentaje de 0.94%... 
Al finalizar la intervención del TSJ el 22 de agosto sentenció que «convalida los resultados de la elección anunciados por el CNE». El TSJ secuestra todas las actas y no las publica el CNE hasta el momento, todos se preguntan, ¿donde están las actas? Simón Calzadilla, representante de MPV, dijo: “¿Se impugnó la totalización, la proclamación, la adjudicación? Los venezolanos no sabemos que impugnó la Sala Electoral (…)». «Es grave que a los partidos no le dieran acceso a los expedientes, esto no pasó ni siquiera en el juicio de Brasil, allí estuvieron hasta sus abogados».
|  | 51.95 % |

|  | 43.18 % |

|  | 1.24 % |

|  | 0.94 % |

|  | 0.75 % |

|  | 0.68 % |

|  | 0.52 % |

|  | 0.33 % |

|  | 0.24 % |

|  | 0.16 % |

|  | 99.59 % |

|  | 0.41 % |

|  | 57.90 % |

Nota
Estos resultados no tienen una base legal que lo sostenga, es solo una información simple del CNE

#### Resultados por tarjeta electoral y por entidad federal
A la fecha del 29 de julio de 2025 el Consejo Nacional Electoral (CNE) no ha entregado resultados desglosados ni por estado ni por tarjeta, pese a haber anunciado Elvis Amoroso en su declaración a la prensa, el 29 de julio de 2024  a las 12:12 (UTC -04:00) que «... en las próximas horas estarán disponibles en la página web del Consejo Nacional Electoral, los resultados mesa por mesa, tal como históricamente se ha hecho gracias al sistema automatizado de votación, igualmente se entregrará a las organizaciones con fines políticos, los resultados en un CD, conforme a la ley ...»

### Resultados divulgados por el Comando Con Venezuela

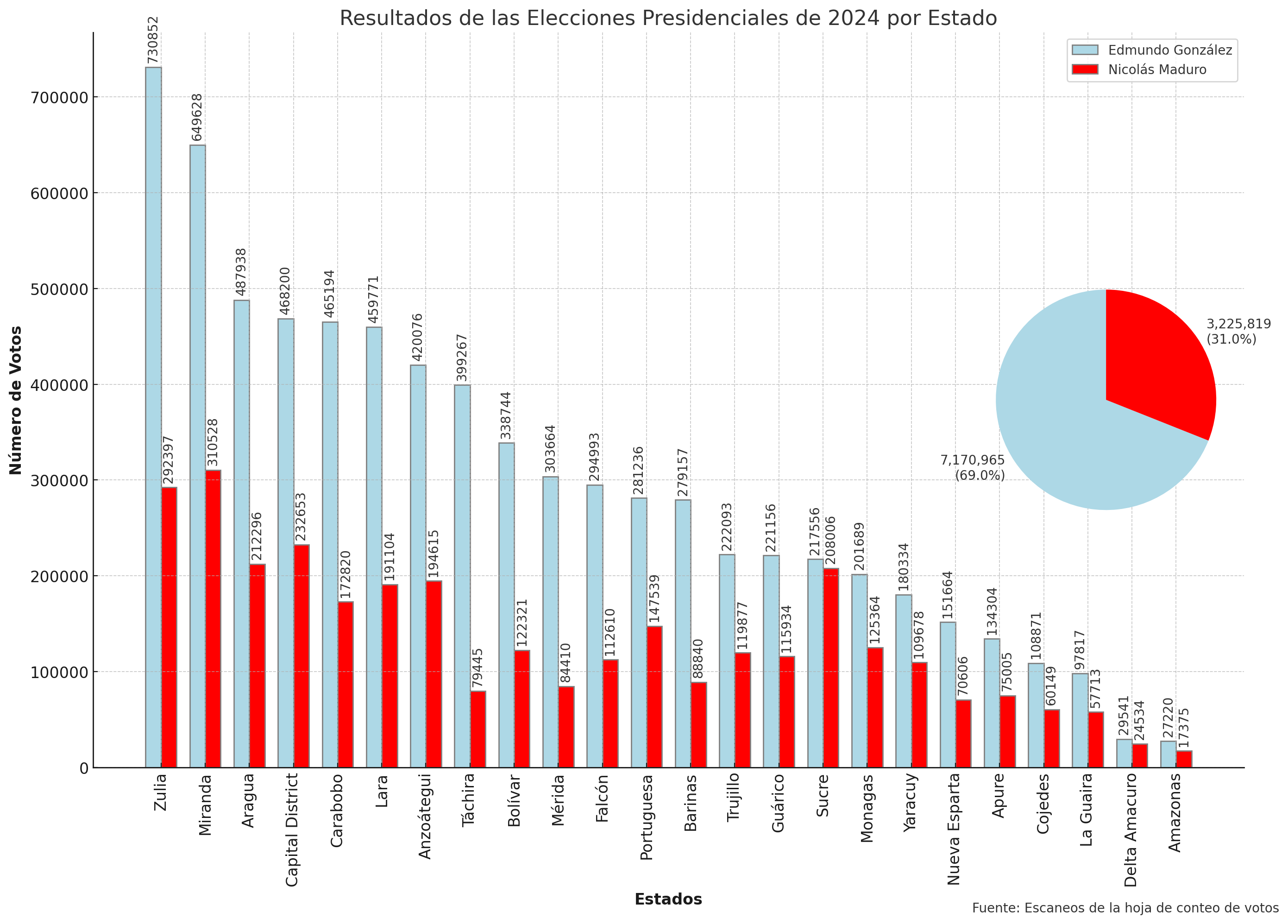
Gráfico de barras de la cantidad de votos por estados.

Proporción de votos de González a Maduro frente a votantes registrados por mesa. Las proporciones oscilan en torno a uno en las mesas pequeñas y de uno a diez en las grandes (datos de la PUD).

La Plataforma Unitaria logró recopilar los resultados de los centros de votación y presentarlos de forma paralela a los boletines del CNE mediante una estrategia de recolección conocida como Plan 600K que fue anunciada el 21 de enero de 2024 por los dirigentes Henry Alviarez y Dignora Hernández, quienes fueron detenidos el 20 de marzo. Este plan implicó según dijo María Corina Machado a través de su cuenta de Instagram el 23 de julio de 2024 a aproximadamente 648 000 personas a lo largo del país, organizadas en más de 64 800 «comanditos», cuya función fue resguardar las actas de escrutinio para posteriormente ser verificadas, digitalizadas y liberadas a través de un sitio web creado por la oposición para divulgar su conteo propio. Durante este proceso existieron denuncias de persecución y restricción de acceso a testigos en los centros de votación por parte del Plan República, a pesar de que la Ley Orgánica de Procesos Electorales señala el derecho de los testigos de mesa a participar del escrutinio.
A estos resultados divulgados por el Comando Con Venezuela se ha agregado otra página web con la ayuda del ingeniero de software venezolano Giuseppe Gangi creador de la página Macedonia del Norte quien con la ayuda de unas 130 personas, logró compilar unas 25 mil actas de un total de 30.026 actas y donde agrega cerca de mil videos en sitio sobre los resultados en diferentes mesas y apoyado por fotos ratificando la veracidad de los resultados. Esta página agrega algo notorio, contiene los resultados de todos los candidatos disgregados por mesa a diferencia con la página de la Plataforma Unitaria. Guiseppe Gangi explicó que el CNE en cuestión de segundos podía corroborar la veracidad a través del código Hash y habiendo transcurrido ocho meses, tampoco se ha presentado una acta que contradiga las actas que se ha presentado en Macedonia del Norte,  pero lo más contundente es la presentación de casi más de 1700 videos de mesas donde funcionarios del CNE o miembros principales de mesas dan lectura de los resultados en diferentes partes del país, de un total de 7000 videos registrados que coinciden con los resultados.Entrevista min 15 a Giseppe 11/abr/2025 
|  | 67.05 % |

|  | 30.49 % |

|  | 0.79 % |

|  | 0.47 % |

|  | 0.36 % |

|  | 0.24 % |

|  | 0.20 % |

|  | 0.19 % |

|  | 0.11 % |

|  | 0.10 % |

|  | 99.99 % |

|  | 0.01 % |

|  | 60.00 % |

#### Resultados por tarjeta electoral
|  | 60.46 % |

|  | 3.54 % |

|  | 3.05 % |

|  | 67.05 % |

|  | 23.13 % |

|  | 1.70 % |

|  | 1.04 % |

|  | 0.84 % |

|  | 0.71 % |

|  | 0.71 % |

|  | 0.61 % |

|  | 0.52 % |

|  | 0.35 % |

|  | 0.32 % |

|  | 0.25 % |

|  | 0.16 % |

|  | 0.13 % |

|  | 30.49 % |

|  | 0.33 % |

|  | 0.20 % |

|  | 0.12 % |

|  | 0.08 % |

|  | 0.04 % |

|  | 0.02 % |

|  | 0.79 % |

|  | 0.18 % |

|  | 0.10 % |

|  | 0.06 % |

|  | 0.05 % |

|  | 0.05 % |

|  | 0.04 % |

|  | 0.47 % |

|  | 0.36 % |

|  | 0.24 % |

|  | 0.07 % |

|  | 0.07 % |

|  | 0.03 % |

|  | 0.03 % |

|  | 0.20 % |

|  | 0.19 % |

|  | 0.12 % |

|  | 0.06 % |

|  | 0.04 % |

|  | 0.10 % |

|  | 99.99 % |

|  | 0.01 % |

|  | 60.02 % |

#### Resultados por entidad federal
| Entidades ganadas por Edmundo González (24) |
| Entidades ganadas por Nicolás Maduro (0)    |

| Entidad federal  | Edmundo González | Edmundo González | Nicolás Maduro | Nicolás Maduro | Otros   | Otros | Diferencia | Diferencia | Blancos/Nulos | Blancos/Nulos | Total/Participación | Total/Participación | Total/Participación | Escrutinio | Escrutinio | Escrutinio |       |   |       |   |       |   |           |       |   |       |
| Entidad federal  | Votos            | %                | Votos          | %              | Votos   | %     | Diferencia | Diferencia | Blancos/Nulos | Blancos/Nulos | Total/Participación | Total/Participación | Total/Participación | Escrutinio | Escrutinio | Escrutinio | Votos | % | Votos | % | Votos | % | Electores | Actas | % | Total |
| ---------------- | ---------------- | ---------------- | -------------- | -------------- | ------- | ----- | ---------- | ---------- | ------------- | ------------- | ------------------- | ------------------- | ------------------- | ---------- | ---------- | ---------- | ----- | - | ----- | - | ----- | - | --------- | ----- | - | ----- |
| Entidad federal  | Amazonas         | 27 219           | 59.44          | 17 374         | 37.94   | 1199  | 2.62       | 9845       | 21.50         | 3             | 0.01                | 45 795              | 60.45               | 75 761     | 108        | 54.27      | 199   |   |       |   |       |   |           |       |   |       |
| Anzoátegui       | 421 537          | 66.53            | 195 115        | 30.79          | 16 999  | 2.68  | 226 422    | 35.73      | 62            | 0.01          | 633 713             | 61.06               | 1 037 921           | 1342       | 86.25      | 1556       |       |   |       |   |       |   |           |       |   |       |
| Apure            | 134 935          | 62.96            | 75 297         | 35.13          | 4083    | 1.91  | 59 638     | 27.83      | 28            | 0.01          | 214 343             | 59.71               | 358 959             | 537        | 88.91      | 604        |       |   |       |   |       |   |           |       |   |       |
| Aragua           | 493 514          | 67.44            | 214 589        | 29.32          | 23 708  | 3.24  | 278 925    | 38.12      | 99            | 0.01          | 731 910             | 60.08               | 1 218 169           | 1525       | 94.14      | 1620       |       |   |       |   |       |   |           |       |   |       |
| Barinas          | 282 766          | 74.46            | 90 431         | 23.81          | 6564    | 1.73  | 192 335    | 50.65      | 35            | 0.01          | 379 796             | 62.76               | 605 157             | 963        | 94.04      | 1024       |       |   |       |   |       |   |           |       |   |       |
| Bolívar          | 350 254          | 71.08            | 129 877        | 26.36          | 12 645  | 2.56  | 220 377    | 44.72      | 74            | 0.02          | 492 850             | 58,10               | 848 224             | 1185       | 75.72      | 1565       |       |   |       |   |       |   |           |       |   |       |
| Carabobo         | 477 575          | 70.60            | 179 220        | 26.49          | 19 684  | 2.91  | 298 355    | 44.11      | 64            | 0.01          | 676 543             | 58,22               | 1 162 019           | 1414       | 68.67      | 2059       |       |   |       |   |       |   |           |       |   |       |
| Cojedes          | 109 639          | 62.83            | 60 565         | 34.70          | 4309    | 2.47  | 49 074     | 28.13      | 11            | 0.01          | 174 524             | 66,25               | 263 446             | 418        | 92.89      | 450        |       |   |       |   |       |   |           |       |   |       |
| Delta Amacuro    | 31 416           | 51.76            | 27 828         | 45.85          | 1454    | 2.39  | 3588       | 5.91       | 10            | 0.02          | 60 708              | 55,64               | 109 113             | 193        | 77.51      | 249        |       |   |       |   |       |   |           |       |   |       |
| Distrito Capital | 522 524          | 64.13            | 263 824        | 32.38          | 28 442  | 3.49  | 258 700    | 31.75      | 130           | 0.02          | 814 920             | 59,70               | 1 365 040           | 1735       | 76.77      | 2260       |       |   |       |   |       |   |           |       |   |       |
| Falcón           | 304 683          | 70.77            | 115 830        | 26.91          | 9984    | 2.32  | 188 853    | 43.86      | 56            | 0.01          | 430 553             | 61,15               | 704 140             | 1116       | 93.94      | 1188       |       |   |       |   |       |   |           |       |   |       |
| Guárico          | 221 386          | 64.05            | 116 718        | 33.76          | 7560    | 2.19  | 104 668    | 30.29      | 35            | 0.01          | 345 699             | 66,41               | 520 590             | 758        | 88.55      | 856        |       |   |       |   |       |   |           |       |   |       |
| La Guaira        | 101 245          | 60.84            | 60 049         | 36.08          | 5126    | 3.08  | 41 196     | 24.76      | 18            | 0.01          | 166 438             | 63,97               | 260 178             | 340        | 81.73      | 416        |       |   |       |   |       |   |           |       |   |       |
| Lara             | 500 608          | 67.92            | 217 897        | 29.56          | 18 603  | 2.52  | 282 711    | 38.36      | 72            | 0.01          | 737 180             | 65,18               | 1 130 927           | 1634       | 81.01      | 2017       |       |   |       |   |       |   |           |       |   |       |
| Mérida           | 308 891          | 76.96            | 85 583         | 21.33          | 6876    | 1.71  | 223 308    | 55.63      | 38            | 0.01          | 401 388             | 62,89               | 638 234             | 923        | 96.85      | 953        |       |   |       |   |       |   |           |       |   |       |
| Miranda          | 686 562          | 65.55            | 328 637        | 31.37          | 32 246  | 3.08  | 357 925    | 34.18      | 129           | 0.01          | 1 047 574           | 57,25               | 1 829 687           | 2355       | 79.48      | 2963       |       |   |       |   |       |   |           |       |   |       |
| Monagas          | 201 689          | 60.36            | 125 364        | 37.52          | 7095    | 2.12  | 76 325     | 22.84      | 50            | 0.01          | 334 198             | 60,87               | 549 067             | 767        | 76.93      | 997        |       |   |       |   |       |   |           |       |   |       |
| Nueva Esparta    | 152 796          | 66.40            | 71 246         | 30.96          | 6071    | 2.64  | 81 550     | 35.44      | 16            | 0.01          | 230 129             | 61,72               | 372 887             | 512        | 94.99      | 539        |       |   |       |   |       |   |           |       |   |       |
| Portuguesa       | 282 251          | 64.00            | 148 425        | 33.66          | 10 327  | 2.34  | 133 826    | 30.34      | 57            | 0.01          | 441 060             | 68,30               | 645 726             | 988        | 91.31      | 1082       |       |   |       |   |       |   |           |       |   |       |
| Sucre            | 220 750          | 50.01            | 210 228        | 47.63          | 10 411  | 2.36  | 10 522     | 2.38       | 33            | 0.01          | 441 422             | 64,00               | 689 742             | 1047       | 94.58      | 1107       |       |   |       |   |       |   |           |       |   |       |
| Táchira          | 398 690          | 81.89            | 79 224         | 16.27          | 8937    | 1.84  | 319 466    | 65.62      | 45            | 0.01          | 486 896             | 57,55               | 846 069             | 1229       | 96.62      | 1272       |       |   |       |   |       |   |           |       |   |       |
| Trujillo         | 222 229          | 63.93            | 119 727        | 34.45          | 5645    | 1.62  | 102 502    | 29.48      | 32            | 0.01          | 347 633             | 63,44               | 547 998             | 909        | 92.85      | 979        |       |   |       |   |       |   |           |       |   |       |
| Yaracuy          | 183 648          | 60.55            | 111 866        | 36.88          | 7792    | 2.57  | 71 782     | 23.67      | 19            | 0.01          | 303 325             | 66,36               | 457 109             | 703        | 92.62      | 759        |       |   |       |   |       |   |           |       |   |       |
| Zulia            | 806 777          | 69.29            | 340 241        | 29.22          | 17 303  | 1.49  | 466 536    | 40.07      | 125           | 0.01          | 1 164 446           | 51,32               | 2 268 812           | 2874       | 86.78      | 3312       |       |   |       |   |       |   |           |       |   |       |
| Total            | 7 443 584        | 67.05            | 3 385 155      | 30.49          | 273 063 | 2.46  | 4 058 429  | 36.56      | 1241          | 0.01          | 11 103 043          | 60.00               | 18 504 975          | 25 575     | 85.18      | 30 026     |       |   |       |   |       |   |           |       |   |       |

## Irregularidades

### Secuestro y desaparición de líderes políticos
En el contexto de la conmemoración del aniversario del fallido intento de golpe de Estado en 1992, Nicolás Maduro declaró públicamente su intención de ganar las elecciones «por las buenas o por las malas». Esta declaración se produce en un momento de creciente presión sobre los líderes de la oposición y ha llevado al gobierno a apartarse del Acuerdo de Barbados, lo que cuestiona la existencia de un gobierno democrático en Venezuela.
El 20 de marzo, el gobierno de Maduro inició una campaña represiva contra los dirigentes del partido Vente Venezuela, ordenando la detención de nueve personas. Entre los detenidos se encuentran Henry Alviarez, coordinador nacional de campaña, y Dignora Hernández, exdiputada y coordinadora política, acusados de supuesta conspiración. Vente Venezuela calificó estas detenciones como «secuestros» y denunció la presencia de funcionarios del Sebin en los alrededores de su sede nacional en Caracas. María Corina Machado negó las acusaciones y denunció la detención de varios integrantes de su partido. Las personas con órdenes de captura incluyen a Oswaldo Bracho, Pedro Urruchurtu, Omar González Moreno, Humberto Villalobos, Claudia Macero, Fernando Martínez Mottola y Magalli Meda. Otros detenidos anteriormente incluyen a Luis Camacaro, Juan Freites, Guillermo López, Emil Brandt, Joe Villamizar, Henry Alviarez y Dignora Hernández.
Argentina, Paraguay y Uruguay condenaron, las detenciones de los dirigentes de Vente Venezuela en el marco de una investigación de la Fiscalía, que los acusa de planear protestas violentas en el país. Argentina demandó la liberación de Hernández y Alviarez, esto “atenta contra el surgimiento de nuevos liderazgos”, mientras Perú habló de una “creciente limitación al ejercicio del derecho de participación ciudadana de todos los sectores políticos en Venezuela”. Las detenciones ocurridas un día antes del inicio del proceso de postulación, también fueron objeto de preocupación para Canadá, Colombia y la ONU.
El 26 de marzo, la embajada de Argentina en Caracas acogió a seis líderes opositores venezolanos, incluido Pedro Urruchurtu. El gobierno venezolano respondió cortando el suministro de agua y electricidad a la embajada, mientras que el presidente argentino, Javier Milei, expresó su preocupación por la seguridad del personal diplomático y los ciudadanos venezolanos protegidos. Maduro criticó la intervención de gobiernos extranjeros en los asuntos internos de Venezuela.

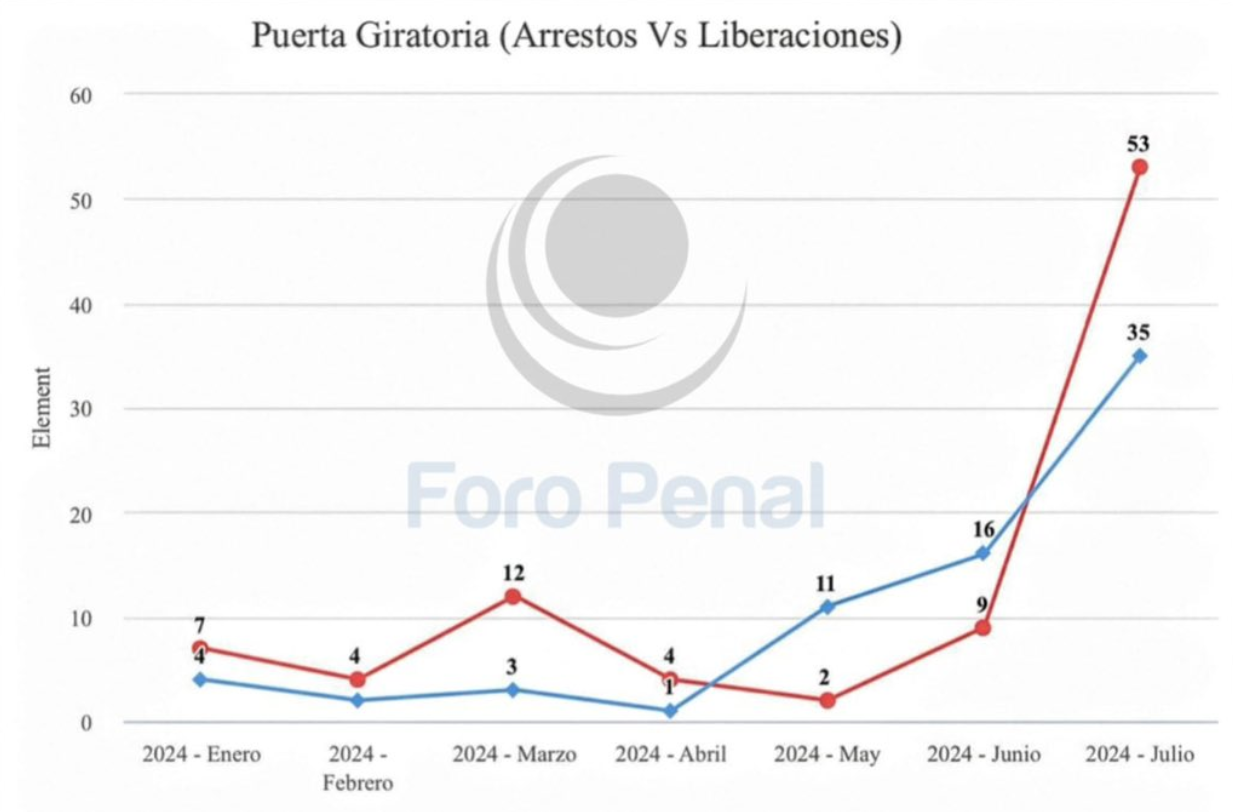
Detenciones y liberaciones en Venezuela en 2024, con un aumento durante el inicio de la campaña electoral

En abril, tras una exitosa campaña de María Corina Machado en el estado Portuguesa, se denunció la detención de tres coordinadores locales, dos de Vente Venezuela y uno de Primero Justicia. La Plataforma Unitaria exigió su liberación inmediata y señaló que estas detenciones ocurrieron tras la campaña de Machado en el estado. Especialistas de la ONU, pertenecientes al Grupo de Trabajo sobre Desapariciones Forzadas, advirtieron que estas acciones podrían disuadir y obstaculizar el derecho de la población a votar libremente. Desde diciembre de 2023, han denunciado desapariciones forzadas de integrantes de partidos de oposición, militares y defensores de derechos humanos.
Durante su gira política el 27 y 28 de junio pasado al estado Táchira, María Corina Machado, fue hospedada en la casa de un empresario, el 11 de julio el ex parlamentario Walter Márquez denunció y alertó «allanaron la casa donde se alojó la líder de la oposición el pasado 27 y 28 de junio», el empresario Ricardo Albacete Vidal es perseguido «por dar albergue en su casa a María Corina Machado en Táchira. Le allanaron su empresa y propiedades hoy en el interior del país. Fue detenido arbitrariamente en Caracas en el Helicoide y en PNB, no hay información. Está desaparecido». Ingresaron 8 sujetos armados y encapuchados a la casa que hospedó a María Corina Machado en Palmira, estado Táchira, golpearon, ataron y amordazaron a un vigilante y se llevaron sus equipos de comunicación. También denunciaron que el FAES (Fuerzas de Acciones Especiales) secuestró a la persona que les ofreció el servicio de comida a la comisión de la líder MCM, atemorizándola por ayudar a una persona acusada presuntamente de traición a la patria, lo que es realmente falso. Foro Penal denuncia que el Sebin tomó una casa en Macanao, Nueva Esparta donde se alojó María Corina Machado.
El 4 de julio, dos dirigentes de Voluntad Popular fueron detenidos horas después del inicio de la campaña electoral para las presidenciales del 28 de julio. Acceso a la Justicia denunció que 46 personas vinculadas a las elecciones presidenciales han sido detenidas en lo que va del año, todas relacionadas con la campaña del candidato Edmundo González.

### Intimidación contra negocios y personas
En febrero, tras la realización de una asamblea ciudadana en el Restaurante Mi Canelo en Charallave, estado Miranda, el establecimiento fue sancionado y clausurado por el Servicio Nacional Integrado de Administración Aduanera y Tributaria (SENIAT). El hotel Urumaco, que hospedó a Machado durante su visita a Coro, también recibió una multa de 600 dólares y fue cerrado por 22 días. Varios otros establecimientos, incluyendo hoteles y restaurantes, han sido clausurados en diferentes localidades, como La Victoria, Corozopando, Guatire, Tucupita, Tinaquillo, y Mérida. Estas acciones se justifican comúnmente bajo pretextos fiscales o administrativos, aunque las fechas coinciden con visitas de Machado o eventos de la oposición. El 29 de mayo, funcionarios de la Guardia Nacional Bolivariana, detuvieron a canoeros que trasladaron a la lideresa opositora hacia Apure; uno de ellos tuvo que huir a Colombia luego de ser liberado tras recibir amenazas. Así mismo, los funcionarios incautaron las dos canoas con su motor.
La gira por el estado Aragua estaba prevista para el sábado 18 de mayo, el primer acto de masas del Edmundo González Urrutia. Dos días antes de la llegada de María Corina Machado y el candidato de la Plataforma Unitaria, El Seniat cerró el hotel El Recreo donde se hospedaban, para evitar que se alojarán. Machado sigue recorriendo el país estrechando manos, tomando selfies
Después de la visita de la dirigente opositora al Estado Lara, Delsa Solórzano denunció el cierre de dos posadas en Carora, por parte de la Guardia Nacional y funcionarios del SENIAT. El 1 de junio, detienen a cuatro personas y confiscaron sus equipos de sonido que prestaron sus servicios en un camión platabanda en un acto de campaña en Guatire. El 14 de junio, luego de que María Corina Machado visitara la ciudad de Tucupita, funcionarios del SENIAT junto con autoridades municipales, realizaron inspecciones al hotel Tucupita Suites, lugar donde Machado se había hospedado. El 26 de junio, el Seniat realizó el cierre del local «El sabor de mi pueblo» en el sector Apamates de Tinaquillo, del estado Cojedes para sancionarlo, tras venderle desayunos a la líder de oposición María Corina Machado. Durante la visita de la opositora María Corina Machado en la ciudad de Mérida el 25 de junio fueron detenidas tres personas durante la concentración, por prestar un camión azul platabanda con equipo de sonido propiedad de Henry Izarra en la ciudad de Mérida y fueron excarcelados a las 02:00 a m, Sin embargo, el camión como los equipos de sonido de estas personas fueron retenidos por las autoridades y, le habrían abierto una investigación por supuesta «contaminación sónica» son considerados como hechos irregulares.
El 4 de julio al inicio de la campaña La ONG Foro Penal denunció la detención de 12 activistas durante el primer día de campaña, quienes colaboran con los equipos de sonido entre ellos se encontraba un adolescente, que fueron liberados en horas de la madrugada.  El 11 de julio, se denunció el allanamiento de la residencia de un empresario que hospedó a Machado en Táchira, se trata de Ricardo Albacete Vidal resultando en su detención y desaparición.
Ingresaron 8 sujetos armados y encapuchados a la casa que hospedó a María Corina Machado en Palmira, estado Táchira, golpearon, ataron y amordazaron a un vigilante y se llevaron sus equipos de comunicación. También denunciaron que el FAE secuestró a la persona que les ofreció el servicio de comida a la comisión de la líder MCM, atemorizados por ayudar a una persona acusada presuntamente de traición, lo que es realmente falso. Foro Penal denuncia que el Sebin tomó casa en Macanao, Nueva Esparta donde se alojó María Corina Machado.
Durante la campaña, miembros de la Guardia Nacional Bolivariana y del SENIAT también detuvieron a personas y confiscaron equipos de sonido utilizados en actos de campaña. La ONG Foro Penal reportó la detención de al menos 15 personas vinculadas a la organización de actividades de la oposición, en estados como Táchira, Nueva Esparta, Lara y Guarenas. Los detenidos fueron liberados posteriormente, pero sus equipos permanecieron retenidos.
En Miranda, el secretario general de La Causa R, Rafael Marín, y otras cinco personas fueron detenidos por brindar servicios de sonido a actividades de campaña. Adicionalmente, despiden de su trabajo a una Dra. cirujano del hospital Dr. Pablo Acosta Ortiz (HPAO), en San Fernando de Apure, por tomarse foto con María Corina Machado.
Edmundo González, también denunció el cierre de restaurantes que lo atendieron durante su campaña. En Barinas, un ingeniero fue detenido por transportar a González en su moto, y un caballo utilizado por Machado fue confiscado. Además, el cantante venezolano Wily Álvarez fue detenido cuando se dirigía a votar, debido a su apoyo público a González y Machado.
Funcionarios del Servicio Nacional Integrado de Administración Aduanera y Tributaria (Seniat) clausuraron el «Restaurante La Encrucijada», ubicado en el estado Aragua, luego de que el candidato presidencial, Edmundo González, y la líder María Corina Machado, compraran sándwiches. También le cerraron el negocio al motorizado que trasladó a María Corina Machado desde el túnel La Cabrera en Aragua hasta el estado Carabobo que estaba cerrado el túnel por la Policía Nacional Bolivariana (PNB)

### Secuestro y persecución de testigos de mesa
Cuatro meses antes, en marzo Nicolás Maduro durante una aparición televisiva apuntó maliciosamente contra el partido de la oposición Vente Venezuela y califica como una organización terrorista.
El gobierno de Nicolás Maduro luego de la declaración pública de los resultados por parte de Elvis amoroso, inician las protestas el día siguiente, el 30 de julio se inicia una cacería contra los «testigos de mesa» y representantes del partido Vente Venezuela que apoyaron en las elecciones presidenciales a la Plataforma Unitaria conocidos como "los comanditos" así como también algunos reporteros, muchos de los detenidos han sido acusados de terrorismo con posibles sentencias de hasta ocho años de prisión sin derecho a sus abogados naturales. La situación es un tema que suscita una profunda preocupación en el ámbito de los derechos humanos. La represión durante el día 29 y 30 de julio a causado la muerte de algunos jóvenes y un menor de edad, que ha repercutido a nivel internacional, se han presentado una  lista 23 fallecidos, la mayoría causado por tiros en el pecho o por la espalda. Tarek William Saab, fiscal general, ha dicho que los muertos no son víctimas, sino actores. «Caen en el piso, le echan salsa de tomate a la persona en el suelo», dijo en una reciente rueda de prensa. Es poco probable que el Fiscal responsabilice a alguien por las muertes durante las manifestaciones. El responsable indirecto es el rector del CNE que anunció un triunfo sin tener como demostrar los resultados al país, al cabo de 30 días de realizadas las elecciones. Tampoco se realizaron las auditoria subsiguientes
Entre los «testigos de mesa» de la oposición, denominados como los «comanditos», cundió el pánico en todo el territorio nacional y han sido víctimas de persecución por funcionarios del gobierno, siendo acusados de terrorismo, que han iniciado una oleada migratoria. En Caracas la guardia incusionaba viviendas rompiendo rejas y puertas sin una orden de allanamiento durante la operación Tun Tun. El director del CICPC Douglas Rico, en su cuenta en Instagram el 3 de agosto escribió «Operación Tun Tun apenas comienza. Denuncia si has sido objeto de campaña de odio física o virtual a través de las redes sociales». Esta “Operación" presenta una segunda faceta, el de las delaciones a los cuerpos de seguridad, donde cualquiera, puede denunciar a otra persona, como el caso de los dirigentes comunales que conocen a sus vecinos, sobre todo a opositores. Estas denuncias no dejan constancia de cuántas se generaron así, ni cuántas detenciones se impusieron, pero han causado mucho daño a los opositores.  La abogada 
Tamara Sujú denunció en su cuenta Twitter a través de un video la aprehención de Jordany Manel Pérez Rivas, «testigo de mesa», sacado de su vivienda en la Parroquia 23 de Enero. Familiares de allegados y detenidos durante la protesta reciben listado de traslados a Yare I, II y III en las afueras de Boleita. Existen muchas historias contadas como la del joven abogado Andrés Villavicencio, de 30 años residente de Falcón, que fue «testigos de mesa» y diez días después de las elecciones por temor en contra de su vida salíó del país hacia Colombia, otros no tuvieron la misma suerte.
María Corina Machado advirtió a sus comanditos enviándoles un mensaje a través de X. «Les pido que se mantengan activos, que ayuden en la movilización de la gente de manera cívica y ordenada, que se protejan y protejan a otros de la represión, y que no bajen la guardia, ni caigan en provocaciones» de la persecución iniciada por el gobierno, los testigos están expuestos y son vulnerables al haber sido identificados en las actas de las elecciones.

### Censura
El 18 de mayo, las autoridades prohibieron a la emisora Éxitos 93.1 FM trasmitir una entrevista al candidato Edmundo González.
El 4 de julio, fueron bloqueadas las páginas web de Cazadores de Fake News y EsPaja, en las principales operadoras de telecomunicaciones en el país, debido a restricciones de CANTV, Digitel, Inter y Movistar, «Ha sido bloqueado en Venezuela por las principales operadoras de Internet. Esta acción corresponde a un patrón de censura y restricciones del que también han sido víctimas otros medios de comunicación en Venezuela». La Voz de América advirtió el mes de mayo pasado sobre la alta probabilidad de que comenzaran a circular cada vez más piezas de desinformación antes de la elección presidencial del 28 de julio. Se puede observar la aparición de nuevas consultoras estadísticas que contradice resultados a tradicionales consultoras. El Sindicato Nacional de Trabajadores de la Prensa pide «garantías» para la cobertura «amplia, oportuna y segura» de las presidenciales debido a los más recientes hechos de persecución, judicialización y agresiones contra periodistas.
El 11 de julio el sitio web del Instituto Prensa y Sociedad de Venezuela (@ipysvenezuela) fue bloqueado por las principales operadoras de Internet. IPYS es una ONG dedicada a la defensa y promoción de la libertad de expresión y el acceso a la información en Venezuela.
La organización no gubernamental VE Sin Filtro, también bloqueada, estimó que para el 23 de julio se habían bloqueado a al menos 60 medios de comunicación y a 9 ONG.
El gobierno persiguió y expulsó periodistas extranjeros de Chile, España, e Italia. En agosto de 2024 el gobierno admitió que espió de forma ilegal a los cuatro expertos de la ONU durante su estadía en las elecciones presidenciales a través de un comunicado, el gobierno de Maduro procura desacreditar al Panel de Observadores por haber mantenido presuntos contactos telefónicos con funcionarios de Estados Unidos, lo que indica que vigilaban sus conversaciones.

### Desinformación
El 16 de mayo, en el programa «La Hojilla», Mario Silva divulgó un audio en el que supuestamente Juan Guaidó exigía a Edmundo González salir a las calles a hacer campaña, para así recibir financiamiento por parte de figuras políticas en Estados Unidos. A raíz de que el audio se volvió viral en las redes sociales, Cazadores de Fake News realizó una investigación, encontrando que el audio tenía claros indicios de haber sido editado.
El 17 de mayo, la periodista Patricia Lélis publicó documentos en los que supuestamente María Corina Machado habría recibido 3.2 millones de dólares por parte de Chevron antes de las primarias. Estos documentos, sin embargo, fueron considerados falsos debido a la calidad de la firma de Machado en los mismos.
El 18 de junio, Univisión denunció que un usuario no autorizado publicó una noticia en su sitio web, sobre una supuesta encuesta en la que Nicolás Maduro tenía una ventaja contra Edmundo González.
La falta de veracidad de un comunicado en video publicado en Colombia, en el que las Autodefensas Conquistadoras de la Sierra aseguraban haber sido contactadas por grupos de extrema derecha de Venezuela, fue utilizada por el fiscal Tarek William Saab como prueba de un supuesto atentado a futuro posterior a las elecciones. Esta información fue difundida en la cadena Telesur y repetida por VTV y Globovisión, pero el comandante general de Colombia, Luis Emilio Cardozo, declaró no tener conocimiento sobre un plan de grupos paramilitares en Colombia para atentar contra el presidente de Venezuela, Nicolás Maduro.
Durante un mitin en Caracas, Nicolás Maduro comunicó que la cantante colombiana Karol G le había escrito una canción para la campaña. Sin embargo, la noticia fue desmentida por el equipo de trabajo de Karol G.
Aunque los líderes de la Plataforma Unitaria no han llamado a la violencia, Diosdado Cabello desde Valera afirma y denuncia que «la derecha llama a la violencia (…) y llama a los hijos de los pendejos a que salgan a la calle» «Ellos quieren que se derrame la sangre del pueblo nuevamente», afirmó. El optimismo es bueno, dice que van a ganar pero de ahí a inventar mensajes de opositores, pero advirtió que el chavismo «no se quedará de brazos cruzados».

### Encuestas a boca de urna dudosas
A lo largo de la jornada electoral y previo al primer boletín oficial del CNE, circularon a través de redes sociales y diversos medios supuestas encuestas a boca de urna, a pesar de que la publicación de este tipo de encuestas se encuentra prohibida por la Ley Orgánica de Procesos Electorales. A las 12:00 p. m. del 28 de julio se publicó una encuesta de la compañía Hinterlaces, cuyos sondeos de opinión previos fueron calificados como una herramienta de propaganda a favor de Nicolás Maduro (véase subapartado sobre manipulación de encuestas), la cual otorgó al mandatario una ventaja cercana al 12 %. A la misma hora, otra encuesta publicada por la firma Lewis and Thompson otorgaba a Maduro una ventaja de 21 %, sin embargo, a las pocas horas se verificó que se trataba de una empresa ficticia y que tanto su cuenta de X como su página web habían sido creadas tan solo días antes de la elección. A pesar de esto, a las 6:00 p. m. fue publicada una nueva encuesta de dicha firma, en donde la ventaja de Maduro aumentaba a un 24 %. Los resultados mostrados en estas encuestas contrastaron fuertemente con los mostrados por otros sondeos como el de la consultora Meganálisis, que mostraba en una muestra de 37 mil venezolanos encuestados, en más 340 centros de votación en Venezuela dio 65.4% para Edmundo Gonzáles Urrutia, 13.9% para Nicolás Maduro, 0.7% para Javier Bertucci con una ventaja superior a cincuenta puntos porcentuales, y Frank Paredes, representante de la empresa encuestadora de la firma Edison Research, ha divulgado las encuestas en una muestra estadística de 8000 personas en diferentes ciudades, tras el cierre de los centros de votación en la que otorgaba ganador con un 65 % a González y con un 34 % ventaja sobre Nicolás Maduro. 

### Acusación de fraude
El día 5 de junio se escucha oficialmente por parte de Jorge Rodriguez Gómez que la oposición lleva una matriz para cantar fraude el día 28 de julio, el día de las elecciones, para lo cual pidió a los candidatos a la presidencia firmar un acuerdo para reconocer los resultados de las elecciones presidenciales emitidos por el CNE. El 20 de junio el CNE hace un llamado a los candidatos presidenciales a su sede principal en el centro de Caracas para firmar un compromiso que denominaron "acuerdo de reconocimiento de resultados" que no fue debatido para su redacción, para reconocer los resultados electorales, confeccionado unilateralmente sin realizar un debate entre los participantes, frente a cierto ventajismo al candidato oficial, mientras hay intimidación, coacción, represión y otras formas de ventajismo del Estado sobre los partidos políticos y miembros candidatos. Ocho de los 10 aspirantes presidenciales firmaron el acuerdo para reconocer los resultados de las elecciones del 28 de julio. es por esto que esta frase de fraude, María Corina Machado siempre evitó pronunciarla después del 28 de julio en sus diferentes discursos.
Los candidatos Edmundo González y Enrique Márquez no firmaron el compromiso con el CNE por no haber sido debatido, por ser impositivo y por estar incompleto, no hubo acuerdo, sería reconocer que el CNE cumple las garantías electorales, el documento fue propuesto por el presidente Nicolás Maduro, candidato a la reelección presidencial sin ser consultado con los demás candidatos. Edmundo González expresó "Un acuerdo nunca puede ser impuesto unilateralmente, sino que debe surgir de un diálogo respetuoso entre todas las partes. El diálogo entre las partes será nuestra guía, nunca la imposición". Márquez señaló que no ve consecuencias legales por no firmar. Horas después el CNE viola el Acuerdo de Barbados, al condicionar a los observadores de la Unión Europea para poder participar, tendrían que levantar todas las sanciones a Venezuela.
El domingo 28 de julio, pasadas las 6:00 p. m., la mayoría de los centros de votación cerraron y comenzaron el proceso de conteo. A través de redes sociales como TikTok y WhatsApp los electores difundían videos donde se mostraba a los miembros de mesa divulgar los resultados preliminares, en los cuales mayormente resultaba ganador el candidato opositor Edmundo González. La expectativa entre los ciudadanos era que ganara el candidato opositor debido a que en la gran mayoría de los centros electorales, éste superaba al candidato oficialista por un amplio margen de diferencia. 
Pasada las 10:00 p. m., Jorge Rodríguez, diputado de la Asamblea Nacional por el oficialismo, ofreció una rueda de prensa en donde afirmaba que aún no se podían adelantar resultados y había que esperar el pronunciamiento oficial del CNE, sin embargo con parte de su discurso daba a entender que Nicolás Maduro había ganado las elecciones. Es de acotar que a través de las redes sociales se filtró una fotografía donde se mostraba a supuestos trabajadores del Centro de Cómputos del CNE, y que accidentalmente dejaban ver gráficos que mostraban a la oposición como ganadora de los comicios, no obstante, la persona que tomó y publicó la fotografía resultó ser un trabajador de Mercal, una empresa estatal encargada de la distribución y venta de alimentos.
En la madrugada del 29 de julio a las 00:04 Hs. Elvis Amoroso, presidente del CNE, presentó públicamente en la sede del Consejo Nacional Electoral de manera escueta sin dar mucho detalle, que «con el 80 % de las actas escrutadas» Nicolás Maduro había obtenido la victoria con 5 150 092 votos (51.20 %) contra 4 445 978 votos (44.20 %) de Edmundo González. La noticia tomó por sorpresa al País. Durante el mensaje Elvis Amoroso, "dijo que en las próximas horas publicaría los resultados mesa por mesa en la página web tal como se ha hecho históricamente y entregaría un CD a los partidos políticos". Amoroso solicitó al Fiscal iniciar una investigación acerca de un hackeo a la página web del CNE.
El 29 de julio en el día, varias personalidades y representantes de países reaccionaron ante el escueto anuncio y con supuestamente un 80 % del escrutinio el CNE proclama apuradamente a  Nicolás Maduro, se suscitan protestas primeramente en Caracas de manera espontánea que se propagaron en varias ciudades de Venezuela en descontento por lo que los ciudadanos llamaron un fraude electoral. María Corina Machado venía recogiendo de los testigos de mesa las actas electorales impresas por las máquinas de votación a fin de compilarlas y subirlas a un sitio web para poner a disposición pública la verificación de los resultados.
A las 13:20: El CNE se adelantó antes de un segundo boletín y proclama a Nicolás Maduro como presidente de Venezuela para el ciclo 2025-2031. Una hora más tarde Maduro en rueda de prensa, denunció un nuevo intento de golpe de Estado en su contra, del que responsabilizó a gobiernos de la región y a un sector opositor. Al mismo tiempo la comunidad internacional solicitó al CNE realizar un escrutinio transparente y publicación de las actas electorales, sin embargo sin demostrar públicamente las actas y desglosar los resultados electorales tal como lo manda la Ley.
En la alocución Maduro acusó a Machado de haber llevado a cabo un hackeo al sistema del CNE lo que había impedido el anuncio temprano de los resultados el domingo; indicó que el ataque cibernético se había llevado a cabo desde Macedonia del Norte, a lo que posteriormente Hristijan Mickoski, primer ministro de dicho país exigió a Nicolás Maduro demostrar públicamente pruebas de sus aseveraciones. Posteriormente Maduro acusó a Elon Musk, el presidente de la red social X, de haber hackeado el sistema del CNE por lo cual no podían mostrar las actas electorales públicamente. La multinacional Kaspersky, empresa dedicada a la ciberseguridad, que monitorea constantemente actividades cibernéticas globales y el panel de actividad de botnets, Kaspersky explicó que no muestra existe indicios de un ataque DDoS (Distributed Denial of Service) en el período del 25 al 31 de julio en Venezuela, quedando así inválido, el argumento del supuesto ataque cibernético al sistema del CNE.
El día 30 de julio, la Plataforma Unitaria durante la noche habilitó un sitio web donde fueron publicadas las actas impresas de las máquinas de votación y validadas por cada testigo de mesa, donde se demostraba de manera detallada los resultados de las elecciones para cada candidato. Los datos se desprenden del conteo de 24.384 mesas de las 30.026 habilitadas en todo el país, lo que representa los votos de 10.613.881 personas de las 17.634.183 registradas en total, demostrando una participación del 60,19%. El sitio fue temporalmente bloqueado por el oficialismo, sin embargo poco después fue restablecido. En simultáneo, ese mismo día el exvicepresidente de Colombia, Francisco Santos Calderón, denunció a través de su cuenta en X, que el CNE con colaboración de técnicos chinos (empleados del fabricante de las máquinas electorales usadas en Venezuela) estarían imprimiendo actas electorales falsas para fundamentar los anuncios de Elvis Amoroso.

### Artilugios judiciales
El 31 de julio, Nicolás Maduro interpuso ante el Tribunal Supremo de Justicia (TSJ) un "recurso de amparo" (que posteriormente se trató de un "recurso contencioso electoral"), para proteger y darle legalidad a los resultados anunciados por el CNE.
Cabe resaltar que el CNE y el TSJ son presididos por Elvis Amoroso y Caryslia Rodríguez, respectivamente, ambos simpatizantes del chavismo, lo cual ocasiona que dichos organismos públicos carezcan de imparcialidad política.
La falta de imparcialidad del ente electoral, las irregularidades en que se desarrollaron los comicios, la discrepancia entre las actas electorales publicadas y los anuncios de Elvis Amoroso, y el hecho de que el CNE no realizó una revisión pública ni mostró las actas electorales que supuestamente habían sido escrutadas al momento del anuncio oficial de los resultados, llevaron a que la comunidad, tanto nacional como internacional, califique los resultados ofrecidos por el CNE como un fraude electoral.
Luego de admitido el recurso interpuesto por el mismo Nicolás Maduro el 31 de julio, la Sala Electoral citó a todos los excandidatos para comparecer ante la sede del órgano judicial el 2 de agosto. El día de la citación acudieron a la Sala la jueza Caryslia Rodríguez junto a otros magistrados, además de todos los excandidatos, excepto González Urrutia. El Tribunal solicitó la debida consignación de todos los instrumentos electorales en posesión de los partidos políticos y candidatos. El TSJ presentó un largo cronograma en el cual se citan a los distintos candidatos y representantes de los partidos y ordena la presentación de Manuel Rosales (UT), José Luis Cartaya (PU), Simón Calzadilla (MPV) y Edmundo González Urrutia. Ese mismo día a las 13:51: horas el presidente del CNE Elvis Amoroso en rueda de prensa emite su segundo boletín de las presidenciales de forma escueta con el 96,87% de las actas escrutadas sin mencionar resumen por estado, pero tampoco presentó las actas, ni aceptó preguntas de la prensa. Amoroso tampoco presentó pruebas de los supuestos ataques informáticos que, según él, retrasaron la transmisión de resultados.
El día 5 de agosto Elvis Amoroso fue el último citado en entregar a la Sala Electoral del TSJ todos los recaudos solicitados y que no fueron públicas, el TSJ omitó solicitar las auditorias correspondientes, de las supuestas actas de escrutinio que daban como ganador a Maduro de acuerdo al cronograma presentado por el CNE.  Según la sentencia 026 del TSJ electoral, el CNE tenía tres días para entregar a la sala estos documentos, además del «acta de adjudicación y el acta de proclamación» de las elecciones, así como también solicitó al CNE «todos los elementos» que prueben «el ataque cibernético denunciado contra el sistema informático» de la institución.
El TSJ inició un “peritaje” para dirimir si Maduro había ganado las elecciones. El proceso fue bastante polémico pues los supuestos técnicos que realizaron el peritaje portaban tapabocas, guantes, chalecos y gorras, encubriendo así su identidad.
Mientras se realizaba el peritaje electoral, el excandidato Enrique Márquez, interpuso ante el TSJ una recusación contra la juez Caryslia Rodríguez el día 20 de agosto, por considerar que dicha funcionaria carece de imparcialidad para abordar la controversia, pues Rodríguez públicamente ha hecho proselitismo político a favor del oficialismo, además de que al momento de su proclamación como magistrada por parte de la Asamblea Nacional, ésta no renunció a su membresía en el Partido Socialista Unido de Venezuela (PSUV). El recurso fue rechazado por el TSJ, por considerarlo "extemporáneo". Los representantes de la Plataforma Unitaria no acudieron y afirmaron no haber sido notificados por el TSJ acerca del peritaje que realizarían.
El 22 de agosto la Sala Electoral habiendo culminado el “peritaje”, emitió su sentencia número 31 confirmando los anuncios orales hechos por Elvis Amoroso. Caryslia Rodríguez expresó que el material entregado por el presidente del CNE, Elvis Amoroso, fue legal y oportuno, mientras que el rector Juan Carlos Delpino no asistió a la convocatoria, ni dio razón de su ausencia, finalmente admitió la tesis del “ataque cibernético al CNE” que, según la versión oficialista, ocurrió la noche electoral y que retrasó la transmisión de los resultados y anunció que el material electoral consignado “queda a resguardo de este tribunal”. Agregó que Edmundo González “desacató irrespetuosamente el llamado de ese tribunal” y que enviará a la Fiscalía “pruebas de carácter penal sobre el proceso de fraude, promoción de la zozobra, forjamiento de documentos y usurpación de funciones”, la invitación coincidió con las amenazas de prisión que hizo el propio Maduro y la Fiscalía. También felicitó a los técnicos que comprobaron las actas entregadas por Maduro, invitados por el vicepresidente del CNE, Carlos Quintero. Todos actuaron bajo la supervisión de la magistrada Caryslia Rodríguez. 
La sentencia fue criticada y tachada de “nula” por distintos juristas, pues las auditorías, las cuales no se han cumplido, sobre elecciones son exclusiva competencia del CNE según la Ley Orgánica de Procesos Electorales y de acuerdo al Artículo 139 de la Constitucón venezolana «toda autoridad usurpada es ineficaz y sus actos son nulos»; asimismo según los expertos, tanto el "recurso contencioso electoral" como el "peritaje" que realizó el TSJ, son procedimientos inexistentes dentro del ordenamiento jurídico venezolano, por tanto fueron conductos inventados arbitrariamente por el ente judicial para favorecer a Nicolás Maduro. Luego de conocida la sentencia, esta fue rechazada por gran parte de la comunidad nacional e internacional.

### Decimales de los resultados preliminares del CNE

Demostración en una hoja de cálculo al aumentar los decimales de los resultados proporcionados por el Consejo Nacional Electoral (CNE).

Durante el anuncio de los resultados por parte del presidente del Consejo Nacional Electoral (CNE) de Venezuela, Elvis Amoroso, se mencionó que con el 80.0 % de las actas escrutadas, los resultados fueron: 5 150 092 votos para Nicolás Maduro, lo que representaba el 51.2 % del total; y 4 445 978 votos para Edmundo González Urrutia, un 44.2 % del total. En cuanto al resto de los candidatos (ocho en total), sin embargo no se informó de la cantidad de votos individuales, solo se mencionó que en conjunto sumaron 462 704 votos, lo que corresponde al 4.6 %. Esto dio un total de 10 058 774 votos válidos, lo que normalmente se informaba dentro de las primeras horas.
Tras el anuncio, el periodista argentino Matías Mowzet notó que, al utilizar cinco decimales para expresar los resultados, la cifra era exacta. Por ejemplo, al dividir los 5 150 092 votos obtenidos por Nicolás Maduro entre los 10 058 774 votos válidos, el resultado en porcentaje es 51.20000 %. En el caso de los 4 445 978 votos obtenidos por Edmundo González, al dividirlo entre el total y utilizando cinco decimales, el resultado porcentual es 44.20000 %. Al dividir los 462 704 votos del resto de los candidatos entre el total, el resultado es 4.60000 %.
Este hallazgo generó cuestionamientos sobre la legitimidad de los resultados preliminares, debido a la improbabilidad de que los tres resultados terminaran en un decimal exacto seguida de hasta cuatro ceros. Según El Espectador, el hecho de que los recuentos correspondan a porcentajes con una secuencia de ceros con tanta precisión es un indicio probable de fraude. Kiko Llaneras, escribiendo a El País, estimó la probabilidad de coincidencia, de una en 100 millones resulta bastante insólito.
El 2 de agosto de 2024, Elvis Amoroso, a través de una rueda de prensa, desglosó nuevos resultados con el 96.87 % de las actas escrutadas, contabilizando 12 335 884 votos válidos y 50 785 votos nulos, dando un total de 12 386 669 votos emitidos. Según la información del segundo comunicado, los votos y porcentajes de cada candidato fueron: Nicolás Maduro con 6 408 844 votos (51.95 %), Edmundo González con 5 326 104 votos (43.18 %), Luis Martínez con 152 360 votos (1.24 %), Antonio Ecarri con 116 420 votos (0.94 %), Benjamín Rausseo con 92 903 votos (0.75 %), José Brito con 84 231 votos (0.68 %), Javier Bertucci con 64 452 votos (0.52 %), Claudio Fermín con 40 902 votos (0.33 %), Enrique Márquez con 29 611 votos (0.24 %) y Daniel Ceballos con 20 056 votos (0.16 %).
Ante esto, usuarios de X se percataron de que la relación entre los votos válidos y nulos respecto al total de votos emitidos arrojaba porcentajes con dos decimales cerrados seguidos de tres ceros. Por ejemplo, la relación entre los 12 335 884 votos válidos y los 12 386 669 votos totales es igual a 99.59000 %, y en el caso de los 50 785 votos nulos, el porcentaje respecto a los votos totales fue de 0.41000 %. Estas proporciones porcentuales aumentaron las sospechas de que los resultados fueron manipulados de manera artificial. El 5 de agosto había transcurrido «ocho días que lleva el CNE escondiendo el resultado de las actas, que ya todo el país conoce», así lo expresó Andrés Velásquez, Venezuela está sumida en una crisis política por el «zarpazo dado a los resultados por Maduro y la cúpula militar antidemocrática». Pese a las denuncias de fraude electoral, el 10 de enero de 2025 Nicolás Maduro fue juramentado como presidente para el período 2025-2031 sin haber presentado el resultado de las actas. Durante su mensaje anual al país del 15 de enero no hizo mención de los resultados desagregados que avalen su victoria como presidente electo.

### Auditorias incompletas
Luego del 29 de julio estaban programadas tres auditorias las cuales nunca se hicieron para descartar una alteración de los resultados. Juan Barreto Cipriani cuestionó el segundo boletín emitido ese viernes por el Consejo Nacional Electoral, pidió las actas de mesa por mesa, criticó es un segundo boletín sin auditoría ciudadana.

### Inoperancia del Poder moral
Habiendo transcurrido 90 días después de las elecciones y no habiendo el CNE entregado los resultados como corresponde de acuerdo a las normas, el autodesignado “fiscal general” no ha procedido a enjuiciar a quienes han incumplido sus obligaciones e intentado burlar la voluntad popular; más, ha abierto averiguación contra quienes han divulgado la verdad de los hechos. Mientras la Asamblea distrae a la población con un nuevo nombramien de Fiscal, contralor y defensor del pueblo.

## Contradicciones

### Rectores
Durante el periodo electoral de los cinco rectores, solo dos rectores han comunicado lo sucedido dentro del Consejo Nacional Electoral, el primero fue Elvis Amoroso quien informó el primer y segundo boletín de resultados electorales y que habiendo transcurrido más de tres meses aún no ha respaldado los resultados, tampoco realizó las auditorias correspondientes y por último la página web se mantiene inhabilitada, tal como lo expusiera Jennie Lincoln, jefa de la misión del Centro Carter ante el Consejo de la Organización de los Estados Americanos el 2 de octubre y el cual hizo eco el Alto Representante para la Política Exterior de la UE, Josep Borrell. Elvis Amoroso no se le ha visto en dos meses. Luego de realizada las elecciones, Juan Carlos Delpino, rector principal del CNE se mantuvo oculto en la clandestinidad por no estar de acuerdo con los anuncios dados por Elvis Amoroso y por miedo a represalias de parte del gobierno de Maduro. A través de su cuenta en X, Delpino puso en entredicho la victoria de Nicolás Maduro. El día 26 de agosto, Delpino rompió el silencio y a través de su cuenta en X, publicó un documento de dos páginas en donde resaltaba varias denuncias en torno a los comicios del 28 de julio. En el informe se detallaron puntos que coincidían con las denuncias realizadas por el Panel de Expertos de la ONU y el Centro Carter. Al igual que los veedores internacionales, Delpino dijo que los comicios no cumplieron con los estándares básicos de transparencia y legalidad. Sostuvo no acudir al TSJ en el proceso de peritaje pues considera que la solución del conflicto está en manos del CNE y no del TSJ. Asimismo denunció que el 29 de julio inmediatamente culminado el proceso electoral, se cometieron violaciones a la legislación electoral, al reportarse desalojos de los testigos de mesa de la oposición de los centros de votación, afectando negativamente a la transparencia del proceso de escrutinio. Asimismo denunció que seguido del cierre de mesas, la transmisión de los datos fue interrumpida por el CNE alegando sufrir de un ataque cibernético, razón por la cual Delpino decidió abandonar la sede del organismo, estando ausente también al momento de la totalización de las actas.
El rector Juan Carlos Delpino durante una entrevista a The New York Times tras casi un mes del proceso comicial manifestó que no existen pruebas de que Maduro ganara en contra de lo manifestado por el rector Elvis Amoroso. “Las 2 claves textuales del comunicado de Delpino: 1. “Tomé la decisión no subir a la sala de totalizaciones”. 2. “Carezco de la evidencia que respalda los resultados anunciados”. Desde el exilio, el rector Delpino, ofreció una entrevista con Juan Roberto Vargas de Noticias Caracol, expreso «No se trata exactamente de fraude; sencillamente a la hora que yo recibo la invitación a una reunión, digamos técnica, en donde se me comunica que se ha producido un hackeo al sistema y que eso ha impedido que continúe la transmisión y que se cuenta con una transmisión del 58 %, se me pide subir a totalizaciones. Yo me niego sencillamente porque el 58% no es lo que tradicionalmente se hace»
El 7 de octubre Edmundo González informó  que se reunió con el rector Juan Carlos Delpino en España para informarle las irregularidades ocurridas el 28 de julio, posteriormente el Rector Juan Carlos Delpino informó que había recibido propuestas económicas para que aceptara los resultados de las elecciones presidenciales (soborno), y agregó que nunca recibió el apoyo de la rectora opositora Aime Nogal ante cualquier planteamiento que realizara dentro del CNE.

Me plantearon subir a dar un resultado que ya estaba redactado. Nunca iba a haber una totalización. Los cuatro rectores que subieron solo subieron a dejarse ver por los técnicos que estaban en transmisión.

## Reacciones al anuncio del CNE
Durante la madrugada del día 29 a las 00:14:00 horas el Consejo Nacional Electoral anuncia sus resultados en las elecciones presidenciales de Venezuela declarando ganador a  Nicolás Maduro reelecto para un tercer mandato con 5 150 092 votos, un 51.20 %. mientras el líder opositor, Edmundo González, por su parte, habría logrado 4 445 978 votos, un 44.2 %.

### Nacionales

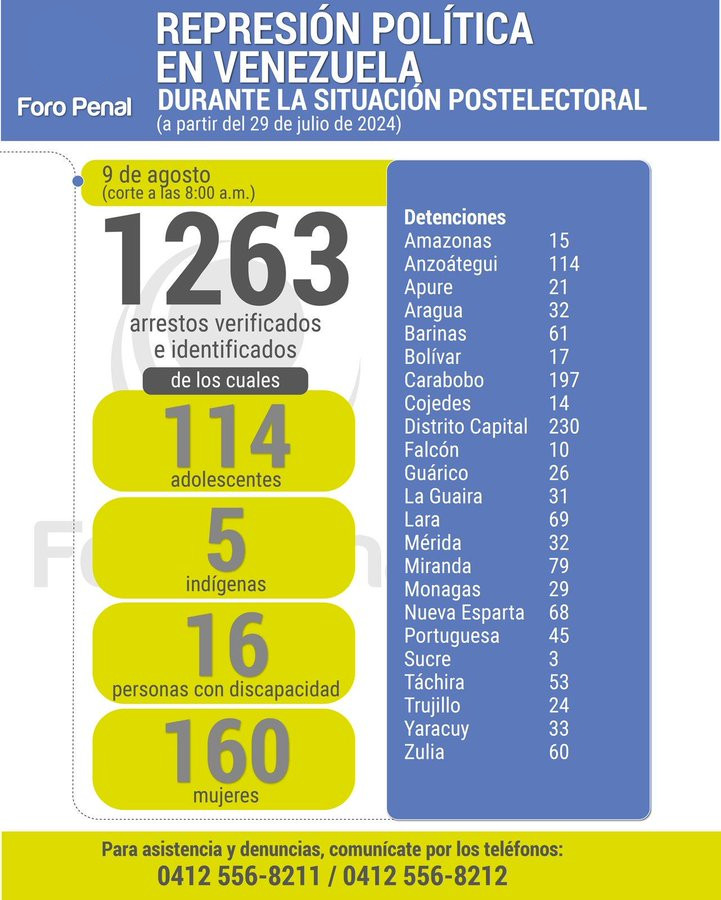
Balance de la ONG Foro Penal de la represión postelectoral verificada para las 8:00 a. m. del 9 de agosto.

Luego determinado el mensaje de Elvis Amoroso, María Corina Machado expresó «Nosotros sabemos que esta gente es capaz de cualquier cosa, pero esto va más allá, esto es desconocer groseramente la soberanía de la gente», «Esto ha sido algo tan abrumador, que hemos ganado en todos los estratos, estados y sectores del país. En toda ganamos. Y todos los que estamos aquí lo vimos en las calles», dijo Tanto María Corina Machado como Edmundo González rechazaron los resultados del CNE y se adjudicaron la victoria. González, en un acto acompañado por Machado, dijo: «Los venezolanos y el mundo entero saben lo que pasó… Nuestra lucha continúa y no descansaremos hasta que se respete la voluntad del pueblo venezolano».
Los ciudadanos venezolanos que consideraron fraudulentos los resultados salieron a las calles a protestar en diversas localidades del país minutos después que el CNE proclamara a Nicolás Maduro como presidente de Venezuela para el ciclo 2025-2031. A las 13:45:00 Nicolás Maduro envía un mensaje a nivel nacional, donde denuncia un nuevo intento de «golpe de Estado» en su contra, del que responsabilizó a gobiernos de la región y a un sector opositor.
Posteriormente el excandidato Enrique Márquez no reconoció los resultados emitidos por el Consejo Nacional Electoral. Márquez dijo que «no hay consistencia» en los resultados de las elecciones presidenciales que emitió el Consejo Nacional Electoral (CNE) y exigió al presidente del CNE, Elvis Amoroso, que publique «todas las actas que le dan soporte al boletín número uno», que da como ganador al mandatario Maduro.
El excandidato presidencial Claudio Fermín, reconoce resultados y a Maduro. mientras Antonio Ecarri, exigió la publicación total de las actas del escrutinio.
Juan Barreto, exalcalde del Distrito Metropolitano de Caracas y Andrés Izarra, exministro de Comunicación e Información, dirigentes del chavismo disidente calificaron de fraude electoral el boletín del órgano electoral. Por otra parte, la facción legítima del Partido Comunista de Venezuela liderada por Óscar Figuera pidió a los factores democráticos unir fuerzas para «defender la voluntad del pueblo venezolano expresada este domingo 28 de julio, manifestando una clara intención de cambio político en el país».

### Internacionales
Los resultados de las elecciones presidenciales publicados por el Consejo Nacional Electoral (CNE) controlado por el oficialismo y la declaración de Maduro como ganador fueron seguidos rápidamente por una mezcla de escepticismo y críticas de los líderes de la mayoría de los países latinoamericanos. Sin embargo, hubo otros países que reconocieron y felicitaron a Maduro como ganador de las elecciones, incluidos Bolivia, Cuba, Honduras y Nicaragua.
El presidente de Chile, Gabriel Boric, fue el primer mandatario extranjero en cuestionar el resultado del CNE, afirmando que los «resultados son difíciles de creer».  El presidente de Ecuador, Daniel Noboa, advirtió que «ese es el peligro de la dictadura, y hoy estamos siendo testigos de cómo uno más de ellos intenta quitarle la esperanza a millones de venezolanos».  La condena de algunos países, como Costa Rica, El Salvador, Perú y Uruguay, describió el resultado del CNE en términos de fraude o corrupción. El presidente Javier Milei de Argentina criticó duramente, llamando a Maduro un dictador.  

## Reconocimiento de los resultados

Mapa que muestra a los países que han declarado que Edmundo González fue el ganador de las elecciones presidenciales

Mapa que muestra el reconocimiento de las elecciones presidenciales de Venezuela de 2024.
Venezuela
Reconocimiento/Felicitaciones
Desconocimiento/Petición de verificación
Sin declaraciones

### Países que no reconocen los resultados delCNEy reconocen los resultados de laCCV
- Argentina[508]
- Costa Rica[509]
- Ecuador[510]
- Italia[511]
- Estados Unidos[512]
- Panamá[513]
- Perú[514]
- Paraguay[515]
- Israel[516]
- Francia[113]
- Reino Unido[159]
- Japón[159]
- Alemania[159]
- República Dominicana[517]
- Canadá[518]

Organizaciones supranacionales
- Organización de los Estados Americanos[519]
- Parlamento Europeo,[520]
- Grupo de los Siete[521]

- Cortes Generales de España,[522]
- Congreso Nacional de Chile,[523]
- Senado de Colombia,[524]

### Países que no reconocen los resultados del CNE y piden conteo transparente de los votos
- Chile[525]
- El Salvador[526][527]
- Guatemala[528]

### Países que piden un conteo transparente de los votos
- Australia
- Bélgica
- Brasil[529]
- Colombia[530]
- España[531]
- Estonia
- Filipinas
- Finlandia
- Guyana[532]
- Haití
- Irlanda
- Jamaica
- México[533]
- Noruega[534]
- Países Bajos
- Portugal[535]
- República Checa
- Surinam
- Ucrania[536]
- Unión Europea[537]

### Países que exigen transparencia electoral reunidos en la ONU
Al cabo de dos meses sin recibir respuesta a fines de septiembre, 33 países además piden el retorno a que la Oficina del Alto Comisionado de las Naciones Unidas para los Derechos Humanos regrese de inmediato a Venezuela y ponga fin al uso excesivo de la fuerza, la violencia política y el acoso contra la oposición, algunos países ya mencionadods como: Argentina,  Bosnia y Herzegovina, Bulgaria, Canadá, Chile, Costa Rica, República Dominicana, Ecuador, El Salvador, Guatemala, Guyana, Italia, Kosovo, Macedonia del Norte, Panamá, Paraguay, Perú, Polonia, Portugal, España, Surinam, Ucrania, Reino Unido, Estados Unidos y Uruguay. se agrega los siguientes países:
- Albania
- Austria
- Bélgica
- Bulgaria
- Croacia
- Chipre
- Dinamarca
- Eslovaquia
- Eslovenia
- Estonia
- Finlandia
- Georgia
- Grecia
- Islandia
- Irlanda
- Letonia
- Lituania
- Luxemburgo
- Montenegro
- Rumania
- Suecia

### Países que reconocen los resultados del CNE
En cursiva, países o territorios con reconocimiento limitado.
- Abjasia[539]
- Antigua y Barbuda[540]
- Azerbaiyán[541]
- Bielorrusia[542]
- Bolivia[543]
- Catar[544]
- China[545]
- Corea del Norte[546]
- Cuba[547]
- Dominica[548]
- Guinea-Bisáu[549]
- Honduras[550]
- Irán[551]
- Laos[278]
- Madagascar[552]
- Namibia[159]
- Nicaragua[551]
- Osetia del Sur[553]
- Pakistán[554]
- República Árabe Saharaui Democrática[555]
- Rusia[556]
- Serbia[557]
- Turquía[558]
- Vietnam[559]
- Yibuti[159]
- Zimbabue[159]
- Argelia[560]
- Uganda[261]
- Santa Lucía[261]
- Granada[261]
- Burkina Faso[261]
- Kuwait[561]
- Angola[159]
- República del Congo[278]
- Egipto[159]
- Guinea Ecuatorial[159]
- Santo Tomé y Príncipe[159]
- Sudán[159]
- Mozambique[159]
- Palestina[278]
- Gabón[278]
- Nigeria[562]
- Arabia Saudita[563]
- Libia[278]
- Irak[278]
- Indonesia[278]
- Kazajistán[564]

### Encuestas posteriores
En noviembre una encuesta realizada por la firma Meganálisis revela que el 90,7% de los venezolanos está convencido de que Edmundo González Urrutia fue el verdadero ganador de las elecciones presidenciales del 28 de julio, a pesar del anuncio del Consejo Nacional Electoral (CNE) que proclamó a Nicolás Maduro como vencedor sin presentar resultados verificables. 

## Denuncias y sentencias
El 12 de septiembre el excandidato Enrique Márquez anuncia que ingresará un recurso de nulidad ante la Sala Constitucional, denunciando un fraude procesal constitucional de acuerdo a la sentencia N° 31 de la Sala Constitucional.
El 24 de septiembre el excandidato presidencial, Ing. Enrique Márquez presentó una solicitud a la Sala Constitucional del TSJ para una revisión sobre los resultados electorales en la Sala Electoral, señalando que la Sala Constitucional es “la última reserva institucional” con capacidad de declarar la nulidad de los actos de otros poderes públicos, solicitando la nulidad de la sentencia número 31 emitida por la magistrada Caryslia Rodríguez.
El 11 de octubre la sala constitucional del TSJ ratificó la sentencia de la sala electoral que valida la proclamación presidencial de Nicolás Maduro, a petición de una revisión del 24 de septiembre por el excandidato Enrique Márquez. La sala constitucional considera que la Sala Electoral «recabó y examinó todas las pruebas necesarias conforme a los hechos y al derecho incluyendo un peritaje de manera exhaustiva, detallada y completa» y que con ello «se comprobó la integridad inobjetable de los resultados anunciados por el Consejo Nacional Electoral».
El 5 de noviembre la Sala Constitucional del Tribunal Supremo de Justicia, declaró inadmisible el recurso del 24 de septiembre que interpuso un amparo junto a otras personalidades entre ellos el candidato presidencial Enrique Márquez por no publicar de manera detallada los resultados de los comicios del pasado 28 de julio, en cambio fue multada, se le suspendió a ejercer temporalmente su profesión a la abogada María Alejandra Díaz y ordenó pasarla a un tribunal disciplinario de una manera exabrupta por presentar el escrito y exigir el cumplimiento de la ley. 

## Presentación de actas originales
El 2 de octubre Jennie Lincoln, jefa de la misión del Centro Carter, presentó un informe con varias actas electorales impresas originales que demuestran la victoria de Edmundo González ante el Consejo de la OEA.
El 21 de noviembre, Gustavo Silva, miembro del Comando Con Venezuela presentó a senadores de distintos partidos políticos de Chile y al expresidente de la OEA, José Miguel Insulza, un grupo de actas originales de las elecciones presidenciales de Venezuela del pasado 28 de julio emitidas por el CNE, para certificar que Edmundo González es el ganador de las elecciones, las que no ha podido mostrar el gobierno venezolano y evitar que el fraude se consuma. 
El 15 de octubre la comisión del Comando Con Venezuela presentó un informe y expuso las actas electorales impresas originales ante la Organización de los Estados Americanos que demuestran que el triunfo de Edmundo González Urrutia es irreversible. Según Silva, incluso si el total de los votantes que corresponden al 16,5% de las actas que no tiene la oposición hubiera votado por Maduro completamente, aun así se mantendría la victoria de González. La oposición ha pedido al organismo ejercer presión entre la comunidad internacional para que no se concrete lo que considera un fraude y evitar que Maduro inicie otro mandato el 10 de enero.
El 26 de noviembre Miembros del Comando Con Venezuela presentó a senadores de distintos partidos políticos de Brasil, Gustavo Silva reiteró que las 85% de las actas recolectadas, que poseen todos los elementos de seguridad que demuestran su autenticidad, reafirma que Edmundo González Urrutia ganó las elecciones presidenciales con 67% de los votos El presidente Lula había manifestado el 31 de julio "«Estoy convencido de que es un proceso normal, tranquilo»", afirmó el mandatario brasileño, que condicionó el reconocimiento del resultado a la presentación de las actas. «Cuando se presenten las actas y se confirme que son verdaderas, todos tendremos la obligación de reconocer el resultado electoral de Venezuela».
El 2 de diciembre la oposición venezolana presentó las actas presidenciales originales del CNE en el Congreso de República Dominicana. El 17 de diciembre Edmundo González expone las actas del CNE en el Parlamento Europeo. "Esto es lo que no puede mostrar Nicolás Maduro", ha dicho González.
El 20 de diciembre la Comisión de la oposición presentó las actas electorales en el Congreso de España que reivindican triunfo de Edmundo González.
El 8 de enero desde Panamá, el presidente electo Edmundo González entregó las actas con las que asegura haber ganado las elecciones, las cuales quedarán bajo custodia del Gobierno de Panamá en las bóvedas de su Banco Nacional.